# Herzogtum Württemberg
Das Herzogtum Württemberg, in zeitgenössischer Schreibweise auch Herzogtum Wirtemberg oder bisweilen Fürstentum Wirtemberg, war ein von 1495 bis 1805 bestehendes Herzogtum im Staatsverband des Heiligen Römischen Reichs, welches 1495 durch eine Rangerhöhung aus der Grafschaft Württemberg hervorging. Die Territorien des Herzogtums waren im Wesentlichen um die Mitte des heutigen Landes Baden-Württemberg gruppiert. Neben den Kerngebieten des Herzogtums Württemberg gehörten bis 1793 auch linksrheinische Anteile im Elsass und die Grafschaft Württemberg-Mömpelgard um Montbéliard in Personalunion oder zeitweise als Nebenlinie zum regierenden Haus Württemberg. 
Hauptstadt und Residenz des Herzogtums war Stuttgart sowie von 1718–1733 und 1764–1775 Ludwigsburg mit dem dort zwischen 1704 und 1733 im Stil des Barocks errichteten Residenzschloss. Mit der Einführung der Reformation bekannte sich das Herzogtum ab 1534 zur evangelisch-lutherischen Konfession. Das geistige Zentrum des Landes war die Universität Tübingen. Besonders ausgeprägt war das politische Mitspracherecht der Landstände, wenngleich es immer wieder Versuche einzelner Herzöge gab, deren Einfluss zurückzudrängen. 
Im Dreißigjährigen Krieg erlitt das Herzogtum schreckliche Verwüstungen und musste im Laufe der Kabinettskriege des 17. und 18. Jahrhunderts mehrmals Invasionen durch französische Truppen erdulden. Auch in die Koalitionskriege wurde das Herzogtum hineingezogen, allerdings gelang infolge der durch die Französische Revolution ausgelösten Umwälzungen auch die mit großen Gebietserweiterungen verbundene Erhebung zum Kurfürstentum im Jahr 1803, unmittelbar vor der Auflösung des Heiligen Römischen Reichs. Im Bündnis mit Napoleon Bonaparte ging aus dem Kurfürstentum Württemberg 1806 schließlich das Königreich Württemberg hervor.

## Geografie

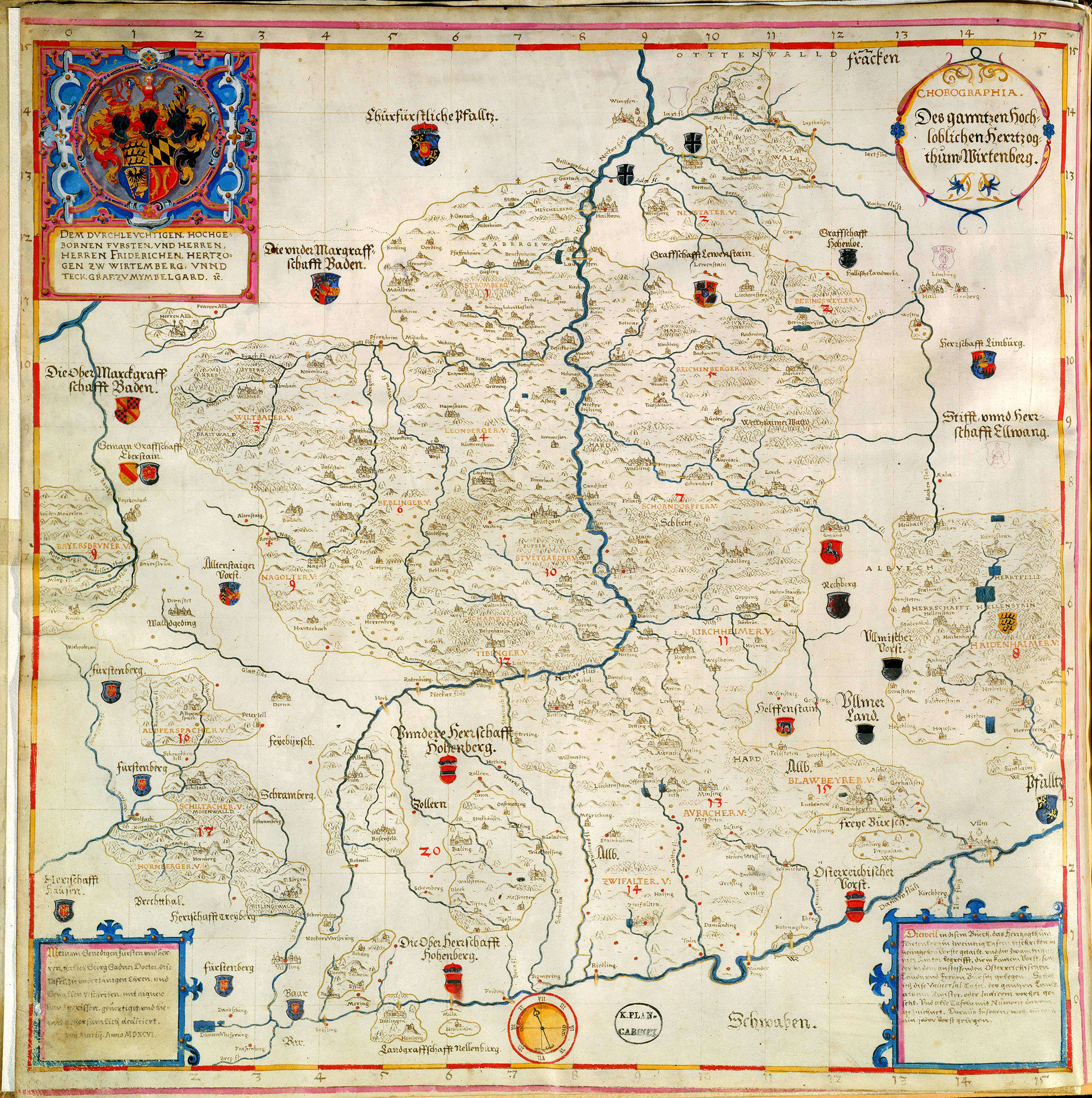
Herzogtum Württemberg 1596: Orte unter fremder Herrschaft hat Gadner mit rotem Punkt markiert

Ein großer Teil des Herzogtums Württemberg lag, abgesehen von den linksrheinischen Besitztümern des Hauses Württemberg, verstreut entlang des Neckartals und seiner Nebenflüsse, von Sulz am Neckar, territorial unterbrochen durch die Besitzungen des Hauses Habsburg in Vorderösterreich, über die Universitätsstadt Tübingen bis zu den Grenzen der Reichsstadt Heilbronn, und zog sich nördlich darüber hinaus über Weinsberg und Neuenstadt am Kocher bis Möckmühl. Die Hauptstadt und größte Stadt Stuttgart befand sich im damals noch wenig bebauten Tal des Nesenbachs, umgeben von Weinbergen, inmitten der Territorien des Herzogtums am westlichen Ufer des Neckars. Am gegenüberliegenden östlichen Neckarufer befand sich auf dem Rotenberg die alte Burg Wirtemberg. 
Der nördliche und östliche Teil des Herzogtums lag an den großen Flüssen Neckar, Fils, Rems und Murr, die für gutes Ackerland sorgten. Schon im Mittelalter sicherte der Anbau von Wein und Getreide der Bevölkerung des agrarisch geprägten Landes einen bescheidenen Wohlstand. Der Westen des Herzogtums war durch das Tal der Enz und durch die Gäulandschaften geprägt. Der südliche Teil Württembergs war sehr bergig und bewaldet, mit dem Schwarzwald und dem Nagoldtal im Westen und der rauen Schwäbischen Alb im Osten. Der südlichste Teil des Herzogtums, auf der anderen Seite der Schwäbischen Alb, war das Donaueinzugsgebiet mit den Städten Tuttlingen und Blaubeuren. Im Osten gab es eine Exklave um Heidenheim an der Brenz, im Südwesten um Hornberg im Schwarzwald und in der Nähe des Bodensees die Festung Hohentwiel. 
Das Herzogtum Württemberg erstreckte sich über rund 8.000 Quadratkilometer, die bis 1802 auf etwa 9.400 Quadratkilometer anwuchsen. Das Herzogtum umfasste also rund ein Viertel der Fläche des heutigen Landes Baden-Württemberg, bestehend aus kleinen Städten und Dörfern, Weiden, Wäldern und Flüssen. Politisch war es ursprünglich ein Flickenteppich aus hunderten kleinen Territorien, die von vielen verschiedenen weltlichen und kirchlichen Grundherren regiert wurden. Die meisten Gebiete des Herzogtums waren schon zur Zeit der Grafen von Württemberg erworben worden. 1504 konnte Herzog Ulrich einige Gebiete erobern und dauerhaft hinzugewinnen. Zwischen 1504 und dem späten 18. Jahrhundert kam es lediglich unter der Herrschaft von Herzog Friedrich zu einer weiteren nennenswerten territorialen Vergrößerung.

## Verwaltung des Herzogtums
Das Herzogtum Württemberg war ein dualistischer Ständestaat. Gemäß den Bestimmungen des Tübinger Vertrags von 1514 war die Macht geteilt in die exekutive Gewalt, die der Herzog ausübte, und in die steuerbewilligende und kontrollierende Gewalt der Landstände. Die Landstände entstammten der bürgerlichen Oberschicht der württembergischen Amtsstädte, die in der Landesgeschichtsschreibung allgemein als „Ehrbarkeit“ bekannt ist.

### Zentralverwaltung
Bis in die Mitte des 17. Jahrhunderts war der höchste württembergische Beamte der adelige Landhofmeister. Ihm zur Seite stand seit 1478 der Kanzler, welcher die zentrale Kanzlei, also die Schreibstube oder das Sekretariat der Grafschaft bzw. seit 1495 des Herzogtums, leitete. Diese beiden Spitzenbeamten wurden nach und nach durch Kollegialorgane ersetzt, die aus adeligen und bürgerlichen Räten bestanden, die jeweils mit Stimmenmehrheit entschieden.
Das 1474 eingerichtete Hofgericht in Tübingen war das erste Kollegialorgan in Württemberg und als höchste gerichtliche Instanz des Zivilrechts tätig. Während der Fremdherrschaft durch das Haus Habsburg wurde 1521 die Rentkammer für die Finanzverwaltung eingerichtet und 1531 der Oberrat als eigentliches Regierungsorgan. Sowohl  Herzog Ulrich als auch Herzog Christoph hielten an diesen Gremien fest. Mit der Kanzleiordnung von 1553 kam noch der Kirchenrat für die Leitung der neuen evangelischen Landeskirche hinzu.

### Kirchenverwaltung
Der württembergische Kirchenrat setzte sich aus zwei Komponenten zusammen, dem Politischen Kirchenrat und dem Konsistorium. Der Politische Kirchenrat hatte die Aufsicht über die geistlichen Gerichte und verwaltete den Besitz der Landeskirche.
Das Konsistorium wachte über die Einhaltung der evangelischen Lehre und kümmerte sich um die Besetzung der Pfarreien und sonstigen geistlichen Ämter. Die Landeskirche war in 38 Dekanate eingeteilt. Der Vorsitzende eines Dekanats, der Spezial, musste regelmäßig die zugeordneten Pfarreien visitieren. Es gab im Herzogtum Württemberg rund 600 evangelische Pfarreien, davon etwa 150 Stadtpfarreien. Auch die 100 Lateinschullehrer unterstanden der Aufsicht des jeweiligen Spezials. Die Dekanate unterstanden der Aufsicht der Generalsuperintendenten. Es waren dies die Prälaten der vier Klosterschulen. Die zunächst gesonderte Verwaltung der Klöster wurde erst 1655 in das allgemeine Kirchengut mit einbezogen. Als oberstes Organ der Landeskirche fungierte der einmal im Jahr zusammentretende Synodus, der sich aus den Generalsuperintendenten und dem Kirchenrat zusammensetzte.

### Geheimer Rat
In Zeiten der Minderjährigkeit einzelner Herzöge trat als Oberaufsicht der Geheime Rat zusammen. Auf Druck der Landstände blieb der Geheime Rat seit 1633 permanent bestehen, dessen Mitglieder in der Regel lutherischen Glaubens waren. Oberrat, Rentkammer und Kirchenrat (Konsistorium) waren seither dem Geheimen Rat unterstellt. Seit 1660 war der Geheime Rat auf fünf Mitglieder beschränkt, in der Regel bestehend aus drei adligen und zwei bürgerlichen Räten. Es gab im 18. Jahrhundert, während der Zeit des Absolutismus, mehrmals den Versuch, den Geheimen Rat zu Gunsten eines Konferenzministeriums zu umgehen. Die jeweiligen Versuche scheiterten regelmäßig nach ein paar Jahren am massiven Widerstand der Landstände, die den Geheimen Rat als einzig legitimes Gremium an der Spitze der Landesverwaltung sehen wollten. Herzog Eberhard Ludwig kreierte 1717 zum ersten Mal ein bis 1733 bestehendes Konferenzministerium, 1735 bis 1737 erneut Herzog Carl Alexander, dann Herzog Carl Eugen von 1758 bis 1766 in einem dritten Anlauf und schließlich Herzog Friedrich II., der letztendlich 1806 mit der Errichtung eines Staatsministeriums erfolgreich war, allerdings erst, nachdem das Herzogtum im neuen Königreich Württemberg aufgegangen war.
In der Stuttgarter Kanzlei arbeiteten um 1550 knapp 50 Personen, um 1750 waren es 120 Personen. Davon waren bis zu 80 Prozent Schreiber und lediglich 20 Prozent juristisch gebildete Räte. Die Schreiber durchliefen ein dreijähriges Praktikum und machten dann eine zentrale Abschlussprüfung in Stuttgart. Ein Studium war dazu nicht erforderlich. Der württembergische Schreiberstand war das wesentliche Element des Verwaltungspersonals sowohl der Zentralverwaltung als auch der Stadtverwaltungen.

### Ämter
Das Herzogtum und dessen Untertanen waren am Ende des 15. Jahrhunderts in 48 Gebietseinheiten aufgeteilt. Diese Gebietseinheiten trugen die Bezeichnung Stadt und Amt oder einfach nur Amt. Die Ämter bekamen den Namen nach der jeweiligen Stadt, in der das Amt seinen Sitz hatte. An der Spitze der jeweiligen Amtsverwaltung stand der vom Herzog ernannte Vogt. Bis zum Ende des 18. Jahrhunderts war die Zahl der Ämter, die seit 1759 Oberämter hießen und anstelle des Vogts nun von einem Oberamtmann geleitet wurden, auf 79 angewachsen. Diese Oberämter blieben auch nach dem Ende des Herzogtums im 19. Jahrhundert die wesentlichen Einheiten der Württembergischen Verwaltungsgliederung und waren die Vorläufer der 1938 gebildeten Landkreise.
Der Vogt vertrat den Herzog vor Ort in Stadt und Amt, übte also die Herrschaft aus. Schon seit dem 15. Jahrhundert stammte der Vogt normalerweise aus dem Bürgertum und war meistens ein Schreiber und kein juristisch gebildeter Rat. Auch in den Ämtern gab es jedoch eine dualistische Verwaltungsstruktur. Der Vogt hatte es mit städtischen Selbstverwaltungsgremien zu tun, mit einem zwölf Personen umfassenden Stadtgericht und einem gewählten Stadtrat. Die Mitglieder des Stadtgerichts waren für die kommunale Selbstverwaltung zuständig. Es handelte sich um Angehörige der Ehrbarkeit, die ein Selbstergänzungsrecht hatten. Die Dörfer des Amtes hatten ähnliche kommunale Selbstverwaltungsorgane.
Es gab im Herzogtum Württemberg zudem adelige Obervögte. Da Württemberg seit der Reformation abgesehen vom Herzogshaus über keinen eigenen Adel mehr verfügte, wurde das jeweilige Amt des Obervogts mit einem Edelmann von außerhalb besetzt. Die Obervögte sollten militärische Führungsaufgaben übernehmen. Tatsächlich aber hatten sie im Laufe der Zeit nur noch repräsentative Aufgaben und begleiteten den Herzog auf Reisen, wie etwa zu den Reichstagen. Es gab die Obervögte in nicht feststehender Zahl. Es waren jedoch meist um die 25 Obervögte im ganzen Herzogtum Württemberg, und zwar bis zum Jahre 1755. Die Obervögte waren in den meisten Fällen ohne festen Amtssitz und die zugeordneten Amtsbezirke variierten. So war zum Beispiel der Geheime Rat Johann von Rothkirch bis 1755 der letzte Obervogt von Dornstetten, Freudenstadt und Nagold.
In den Ämtern gab es auch die Amtsversammlung, die sich aus den Sprechern oder Schultheißen der Stadt- und Dorfversammlungen rekrutierte. Die Amtsversammlung wählte die Abgeordneten für die Landtage, wobei das passive Wahlrecht nur den Mitgliedern der städtischen Gerichte und Räte zustand, die eben ausschließlich der Ehrbarkeit angehörten. Die Abgeordneten besaßen kein freies Mandat, sondern ein imperatives, waren also auf den Landtagen streng an die Weisungen gebunden, die die Amtsversammlung ihnen erteilt hatte.
Nachfolgend findet sich eine Übersicht über die im Jahre 1762 im Herzogtum Württemberg bestehenden Oberämter:
- Altensteig
- Backnang
- Balingen
- Beilstein
- Besigheim
- Bietigheim
- Blaubeuren (Stadt)
- Böblingen
- Bottwar (Großbottwar)
- Brackenheim
- Calw
- Cannstatt
- Dornhan
- Dornstetten
- Ebingen
- Freudenstadt
- Gochsheim (fiel 1806 an Baden)
- Göppingen
- Gröningen
- Güglingen
- Herrenberg
- Heubach
- Heidenheim
- Hornberg (fiel 1810 an Baden)
- Kircheim unter Teck
- Lauffen
- Leonberg
- Liebenzell
- Ludwigsburg
- Marbach
- Merklingen
- Möckmühl
- Münsingen
- Nagold
- Neuenbürg
- Neuenstadt
- Neuffen
- Nürtingen
- Pfullingen
- Rosenfeld
- Sachsenheim
- Schorndorf
- Sindelfingen
- Steußlingen (Altsteußlingen)
- Stuttgart (Amt)
- Stuttgart (Stadt)
- Sulz
- Tübingen
- Tuttlingen
- Unteröwisheim (fiel 1806 an Baden)
- Urach
- Vaihingen
- Waiblingen
- Weinsberg
- Weiltingen (fiel 1810 an Bayern)
- Welzheim
- Wildbad
- Wildberg
- Winnenden

Die Klosterämter waren
- Adelberg
- Alpirsbach
- Anhausen
- Bebenhausen
- Blaubeuren
- Denkendorf
- St. Georgen
- Herrenalb
- Hirsau
- Königsbronn
- Lichtenstern
- Lorch
- Maulbronn
- Murrhardt
- Reichenbach

### Landtag
Der württembergische Landtag entstand wie in ganz Europa am Ende des Mittelalters aus den Landständen, die ursprünglich die drei privilegierten Stände der Prälaten, der Ritterschaft und des städtischen Bürgertums umfassten.
In Württemberg waren die Prälaten die Vorsteher der landsässigen Klöster. Nach der Reformation blieben sie als Leiter der zunächst 14 evangelischen Klosterämter bestehen und hatten jeweils einen Sitz im Landtag. Sie verfügten über rund ein Drittel des württembergischen Territoriums und wurden vom Konsistorium eingesetzt. Die Hintersassen der Klosterämter hatten keinerlei Einflussmöglichkeiten auf die Auswahl der Prälaten und deren Mandatsausübung im Landtag und waren deshalb dort politisch nicht vertreten.
Die Ritterschaft schied im 16. Jahrhundert aus der württembergischen Landschaft aus und strebte Reichsunmittelbarkeit an. Das gänzliche Fehlen des Adels in der Landschaft war eine spezifische Besonderheit des protestantischen Herzogtums Württemberg.
Der Landtag bestand deshalb neben den 14 Prälaten nur noch aus den rund 70 bürgerlichen Deputierten aus Stadt und Amt. Somit wurde die Mandatsfähigkeit im Landtag sozial identisch mit der Ehrbarkeit, die in den städtischen Gerichten und Räten saß und aus deren Mitte auch die Prälaten stammten.
Die Abgeordneten aus Stadt und Amt besaßen im Landtag jedoch nur ein imperatives Mandat, welches sie von der jeweiligen Amtsversammlung, bestehend aus den städtischen Richtern und Räten sowie von den Dorfschultheißen und Dorfrichtern, erteilt bekamen. Das passive Wahlrecht zum Landtag stand lediglich der städtischen Ehrbarkeit zu, die im jeweiligen städtischen Gericht und Rat vertreten war, mithin genau 24 Personen pro Amt. Im 16. Jahrhundert waren die Landtage noch größer, da jedes der rund 70 Ämter bis zu drei Abgeordnete entsenden konnte, nämlich den Vogt, ein Mitglied des städtischen Gerichts und ein Mitglied des städtischen Rats. Seit 1629 waren die Vögte explizit ausgeschlossen vom passiven Wahlrecht, und jedes Amt entsandte aus Kostengründen nur noch einen Abgeordneten aus Gericht oder Rat.
Der Landtag wurde unregelmäßig nach dem Gutdünken des Herzogs einberufen. In den Zeiten, da kein Landtag versammelt war, versah ein ständischer engerer Ausschuss in Stuttgart die Interessen der Landschaft. Der engere oder kleinere Ausschuss der Landschaft bestand aus zwei Prälaten und sechs städtischen Abgeordneten, davon einer aus Stuttgart und einer aus Tübingen. Der engere Ausschuss hatte ein Selbstversammlungs- und Selbstergänzungsrecht. Der größere Ausschuss zog noch zwei weitere Prälaten und sechs weitere städtische Abgeordnete hinzu und bestand somit aus insgesamt 16 Abgeordneten, konnte jedoch wie der Landtag nur vom Herzog selbst einberufen werden.

### Gerichtsbarkeit
Für das Strafrecht, beruhend auf der Constitutio Criminalis Carolina, waren in Württemberg die Stadtgerichte zuständig. Langwierige Gefängnisstrafen gab es im Strafrecht aus Kostengründen nicht. Zur Einkerkerung in den Stadttürmen kam es lediglich für die Dauer der oft peinlichen Untersuchungen während eines Strafprozesses oder für die im Bereich von einigen Tagen liegende Verbüßung von Ordnungswidrigkeiten. Im Strafrecht gab es je nach Urteil brutale Körperstrafen von Auspeitschung über Brandmarkung bis hin zu Verstümmelungen, Landesverweis, Galeerenstrafen oder Todesstrafen mit mehr oder weniger grausamem Vollzug. Im Laufe des 18. Jahrhunderts entstanden die ersten Zuchthäuser.
Zwischen den Jahren 1530 und 1700 kam es im Rahmen des Hexenwahns auch in Württemberg zu etwa 250 Anklagen wegen Hexerei. Eine letzte große Prozesslawine mit zwei Hinrichtungen wegen Hexerei gab es 1684 in Calw. Der Oberrat in Stuttgart diskutierte über diesen Vorfall, griff daraufhin ein und untersagte weitere Hexenverfolgungen in Württemberg.
Die öffentliche Sicherheit in Württemberg war in den Städten wegen deren Stadtmauern einigermaßen gewährleistet, jedoch im ländlichen Raum ein großes Problem. Etwa fünf Prozent der Bevölkerung waren vagabundierende wohnsitzlose Randexistenzen, deren Zahl nach Kriegen und Hungersnöten jeweils anwuchs. Für die Bevölkerung in den Dörfern und Weilern waren diese Vaganten ein großes Problem, wenn diese sich durch Diebstahl, Erpressungen und Gewalttaten schadlos hielten, wie zum Beispiel der Räuberhauptmann Hannikel. Das von den Vaganten ausgehende Sicherheitsproblem ließ sich während der gesamten Existenz des Herzogtums Württemberg nicht lösen, trotz der teilweise erbarmungslosen Verfolgung durch die Obrigkeit. Da ausgegrenzte Minderheiten wie Sinti und Roma ebenfalls zu den Vaganten gerechnet wurden, waren auch sie regelmäßig von Verfolgungen betroffen.

## Liste der Herzöge

### Hauptlinie
| Nummer des Herzogs | Dauer der Herrschaft | Name              | Bild | Bemerkungen |
| ------------------ | -------------------- | ----------------- | ---- | --- |
| 1.                 | 1495–1496            | Eberhard im Bart  |      | Der hoch angesehene Gründungsvater starb nur wenige Monate nach seiner Erhebung zum Herzog. |
| 2.                 | 1496–1498            | Eberhard II.      |      | Eberhard II. wurde wegen schlechter Regierungsführung nach nur zwei Jahren Herrschaft von den Landständen gestürzt. |
| 3.                 | 1498–1519            | Ulrich            |      | 1519 wurde Herzog Ulrich vom Schwäbischen Bund vertrieben. |
|                    | 1519–1520            | Schwäbischer Bund |      | Statthalter war der bayerische Geheimrat Christoph Freiherr von Schwarzenberg. |
|                    | 1520–1522            | Karl              |      | Württemberg fiel 1520 unter die Herrschaft des Hauses Habsburg. Statthalter war 1520 Maximilianus Transylvanus. |
|                    | 1522–1534            | Ferdinand         |      | Gemäß dem Vertrag von Brüssel gehörte Württemberg seit 1522 zum Anteil Erzherzog Ferdinands. Anstelle von Erzherzog Ferdinand (bzw. seit 1526 König Ferdinand) regierten Statthalter: Wilhelm von Waldburg (1521–1525), Georg von Waldburg (1525–1531) und Philipp von Pfalz-Neuburg (1531–1534). |
|                    | 1534–1550            | Ulrich            |      | Mit dem Vertrag von Kaaden wurde Herzog Ulrich die Herrschaft über Württemberg wieder zugestanden, jedoch nur als österreichisches Afterlehen. Herzog Ulrich setzte 1534 in seinem Herzogtum die Reformation durch und begründete damit eine eigene evangelische Landeskirche. |
| 4.                 | 1550–1568            | Christoph         |      | Herzog Christoph blieb als beliebter und guter Landesvater in Erinnerung. Bereits kurz nach seinem Tod setzte eine intensive Verehrung ein, die über viele Jahrhunderte anhielt. |
| 5.                 | 1568–1593            | Ludwig            |      | Als überzeugter Protestant förderte Herzog Ludwig die württembergische Landeskirche und setzte das Werk seines Vaters fort, hatte jedoch keine Nachkommen, so dass mit ihm die Hauptlinie erlosch. |
| 6.                 | 1593–1608            | Friedrich I.      |      | Mit ihm kam 1593 die Nebenlinie aus Mömpelgard zur Herrschaft, 1599 gelang die Rückwandlung Württembergs in ein reichsunmittelbares Herzogtum. |
| 7.                 | 1608–1628            | Johann Friedrich  |      | Mitbegründer der Protestantischen Union, wollte jedoch im Dreißigjährigen Krieg neutral bleiben. |
| 8.                 | 1628–1674            | Eberhard III.     |      | Nach der vernichtenden Niederlage des Heilbronner Bundes in der Schlacht bei Nördlingen floh der Herzog mit seinem Hofstaat in die schützenden Mauern der Reichsstadt Straßburg. Das Herzogtum Württemberg war jahrelang schutzlos den drangsalierenden und marodierenden Truppen des Kaisers und der katholischen Liga ausgeliefert und wurde in weiten Teilen ruiniert. Eberhards Exil in Straßburg endete 1638 nach langwierigen Verhandlungen mit dem Kaiser. |
| 9.                 | 1674–1677            | Wilhelm Ludwig    |      | |
| 10.                | 1677–1733            | Eberhard Ludwig   |      | 1677–1693 unter Vormundschaft seiner Mutter Magdalena Sibylla von Hessen-Darmstadt und seines Onkels Herzog-Administrator Friedrich Carl von Württemberg-Winnental. Der prachtliebende Herzog gründete das Residenzschloss Ludwigsburg. |
| 11.                | 1733–1737            | Carl Alexander    |      | Als kaiserlicher Feldherr in den Kabinetts- und Türkenkriegen trat er zum Katholizismus über und beschäftigte als Herzog den geheimen Finanzrat Joseph Süß Oppenheimer, der 1738 Opfer eines judenfeindlichen Justizmordes wurde. |
| 12.                | 1737–1793            | Carl Eugen        |      | 1737–1738 unter Herzog-Administrator Carl Rudolf von Württemberg-Neuenstadt, 1738–1744 unter Herzog-Administrator Carl Friedrich (1690–1761) von Württemberg-Oels. Carl Eugens Herrschaft war ambivalent, denn er wurde als Tyrann und Genussmensch beschrieben, aber auch als Mäzen der Künste und als Humanist. |
| 13.                | 1793–1795            | Ludwig Eugen      |      | |
| 14.                | 1795–1797            | Friedrich Eugen   |      | |
| 15.                | 1797–1806            | Friedrich II.     |      | Er wurde 1803 Kurfürst und ab 1. Januar 1806 als Friedrich I. König von Württemberg. |

### Württembergische Nebenlinien
Es gab auch einige Nebenlinien des Hauses Württemberg, deren erbberechtigte Oberhäupter im Falle des Aussterbens der Hauptlinie (wie 1593 und 1733 geschehen) jeweils für den Fortbestand der Dynastie wichtig wurden.

#### Grafen von Mömpelgard
Von 1397 bis 1593 wurde die Grafschaft Mömpelgard zeitweise in Personalunion mit der Hauptlinie der Grafen und seit 1495 Herzöge von Württemberg regiert und zeitweise durch Vertreter einer Nebenlinie des Hauses Württemberg. Für eine Liste der Grafen von Mömpelgard von 1397 bis 1593 sei auf die entsprechende Übersicht im Artikel Grafschaft Württemberg-Mömpelgard hingewiesen. Mit Herzog Friedrich I. setzte die Nebenlinie der Grafen von Mömpelgard 1593 die im Mannesstamm erloschene Hauptlinie fort.

#### Herzöge von Württemberg-Mömpelgard
Im Jahre 1617 entstand erneut eine württembergische Nebenlinie in Mömpelgard, die bis 1723 existierte. Deren Herzöge sind ebenfalls im Artikel zur Grafschaft Württemberg-Mömpelgard im Abschnitt der Herzöge von Württemberg-Mömpelgard aufgelistet.

#### Herzöge von Württemberg-Weiltingen
Von 1617 bis 1705 gab es eine württembergische Nebenlinie in Weiltingen. Deren Herzöge waren:
- 1617–1635 Julius Friedrich
- 1635–1651 Roderich
- 1651–1662 Manfred
- 1662–1705 Friedrich Ferdinand

#### Herzog von Württemberg-Neuenstadt (I)
Eine erste nach einer Generation erloschene württembergische Nebenlinie in Neuenstadt am Kocher gab es von 1617 bis 1631 unter Herzog Friedrich Achilles, der jedoch ohne Nachkommen verstarb.

#### Herzog von Württemberg-Neuenbürg (I)
Eine weitere kurzlebige erste Nebenlinie in Württemberg-Neuenbürg gab es von 1617 bis 1622 unter Herzog Magnus, der jedoch ohne Nachkommen am 6. Mai 1622 in der Schlacht bei Wimpfen fiel.

#### Herzöge von Württemberg-Oels
Von 1648 bis 1792 gab es eine aus der Seitenlinie in Weiltingen hervorgegangene württembergische Nebenlinie im schlesischen Oels. Deren Herzöge waren:
- 1648–1664 Silvius I. Nimrod
- 1664–1697 Silvius II. Friedrich
- 1697–1704 Christian Ulrich I.
- 1704–1744 Karl Friedrich II.
- 1744–1792 Karl Christian Erdmann

#### Herzog von Württemberg-Juliusburg
1672 aus der Linie Württemberg-Oels hervorgegangen:
- 1672–1684 Julius Siegmund

#### Herzog von Württemberg-Bernstadt
- 1697–1745 Karl

#### Herzöge von Württemberg-Neuenstadt (II)
Von 1649 bis 1742 gab es eine weitere Nebenlinie in Württemberg-Neuenstadt. Deren Herzöge waren:
- 1649–1682 Friedrich
- 1682–1716 Friedrich August
- 1716–1742 Carl Rudolf

#### Herzog von Württemberg-Neuenbürg (II)
Von 1651 bis 1671 repräsentierte Herzog Ulrich eine zweite mit ihm bereits wieder erloschene Seitenlinie eines Herzogs von Württemberg-Neuenbürg.

#### Herzöge von Württemberg-Winnental
Die 1674 entstandene Nebenlinie Württemberg-Winnental bestand bis 1733 und setzte nach dem Tod von Herzog Eberhard Ludwig die Hauptlinie der Herzöge von Württemberg fort. Die beiden Herzöge von Württemberg-Winnental waren:
- 1674–1698 Friedrich Carl
- 1698–1733 Carl Alexander

## Bevölkerungsentwicklung
Für Zahlen zur Bevölkerungsentwicklung im Herzogtum Württemberg vor dem 18. Jahrhundert können lediglich Schätzungen auf Basis von Kirchenbüchern und Steuerlisten einen ungefähren Anhaltspunkt liefern. In der Literatur werden jedoch höchst unterschiedliche Angaben gemacht. Einer dieser Schätzungen zufolge lebten im Jahre 1515 circa 350.000 Menschen im Herzogtum Württemberg. Für die Zeit vor Beginn des Dreißigjährigen Kriegs liegen manche Schätzungen bei einer Bevölkerungszahl von etwa 430.000 Einwohnern. Nach den katastrophalen Auswirkungen des Dreißigjährigen Kriegs waren es im Jahre 1652 angeblich nur noch 166.000 Einwohner. Das heißt jedoch nicht, dass 264.000 Württemberger im Krieg ums Leben kamen, sondern dass ein erheblicher Teil in die Wälder oder benachbarte Territorien geflohen war, die weniger oder kaum vom Krieg betroffen waren. Dennoch ist davon auszugehen, dass durch Gewalttaten, Seuchen und Hungersnöte tatsächlich viele Menschen gestorben sind. Württemberg gehörte somit zu den vom Krieg am meisten heimgesuchten Gebieten. Um das Jahr 1700 lebten etwa 320.000 Einwohner im Herzogtum. Erst im Jahre 1730 war der Stand der Bevölkerung vor dem Dreißigjährigen Krieg wieder in etwa erreicht. Am Ende des 18. Jahrhunderts lag die württembergische Bevölkerungszahl bei rund 660.000 Einwohnern.

## Kultur

### Führung durch die Ehrbarkeit
Die Kultur im Herzogtum Württemberg war ganz wesentlich geprägt von zwei Ereignissen in der ersten Hälfte des 16. Jahrhunderts, dem Tübinger Vertrag von 1514 und der Einführung der Reformation 1534. Der Tübinger Vertrag galt 291 Jahre lang und sicherte die Interessen der Ehrbarkeit, jener für Württemberg typischen bürgerlichen Führungsschicht, aus deren Mitte auch die Abgeordneten der Landtage stammten. Die Ehrbarkeit rekrutierte sich in Württemberg aus den führenden Vertretern der evangelischen Kirche und der Ämter in den Städten. Eine offizielle Festlegung, wer zur Ehrbarkeit gehörte und wer nicht, wurde allerdings nie gemacht. Es handelte sich also um reines Gewohnheitsrecht. Die Zugehörigkeit zur Ehrbarkeit lässt sich jedoch auch daran erkennen, ob für verstorbene Personen Leichenpredigten verfasst wurden. Was in anderen Territorien nur Mitgliedern des Herrscherhauses und des Hochadels zustand, war in Württemberg auch für die Ehrbarkeit etabliert. Die Familien der Ehrbarkeit bestimmten über die Besetzung der einträglichen kirchlichen und städtischen Ämter und waren vielfach untereinander verwandt und verschwägert. Es war zwar möglich, aber nicht einfach, in die Ehrbarkeit aufzusteigen. Deshalb nahm das gemeine Volk im Herzogtum Württemberg die Ehrbarkeit als die unmittelbare Obrigkeit wahr. In den württembergischen Dörfern gab es ähnliche Entwicklungen wie in den Städten. Auch auf lokaler Ebene war es wichtig, welcher Familie man entstammte, um Ehrenämter in Rat und Gericht oder das des Schultheißen zu erlangen. Die bei weitem wichtigste Person vor Ort war jeweils der evangelische Pfarrer, der auch die Aufsicht über die Schule in seiner Pfarrei wahrnahm.
Im Herzogtum Württemberg wurde der Nachwuchs an Pfarrern systematisch gefördert. Nachdem Lateinschüler das zentral organisierte Landexamen bestanden hatten, konnten sie eine der evangelischen Klosterschulen besuchen. Nach vier Jahren Klosterschule fanden die meisten der Probanden Aufnahme im Tübinger Stift, das etwa 150 Plätze hatte, und studierten dort Theologie an der Universität Tübingen. Dazu kamen weitere Jahre Studium an der philosophischen Fakultät. Nach ihrer Zeit im Tübinger Stift hatten die Absolventen in der Regel in den Dienst der württembergischen Landeskirche zu treten. Einige der namhaften Studierenden des Tübinger Stifts, die aus Württemberg stammten und hier exemplarisch erwähnt sein sollen, waren Nicodemus Frischlin (1547–1590), Georg Conrad Maickler (1574–1647), Johann Valentin Andreae (1586–1654), Wilhelm Schickard (1592–1635), Carl Bardili (1600–1647), Andreas Adam Hochstetter (1668–1717), Johann Eberhard Rösler (1668–1733), Johann Albrecht Bengel (1687–1752), Georg Bernhard Bilfinger (1693–1750), Friedrich Christoph Oetinger (1702–1782), Nathanael Köstlin (1744–1826), Jakob Friedrich von Abel (1751–1829), Friedrich Hölderlin (1770–1843), Georg Wilhelm Friedrich Hegel (1770–1831) und Friedrich Schelling (1775–1854).

### Evangelischer Glaube
Der evangelische Glaube hat die Kultur im Herzogtum Württemberg nachhaltig geprägt. Alles, was als typisch katholisch galt, wurde abgelehnt. Es war wichtig, dass die Bevölkerung lesen und schreiben konnte, um sich selbst mit dem Inhalt der Bibel zu beschäftigen. In der Mitte des 18. Jahrhunderts besaß jeder Haushalt in Württemberg durchschnittlich zehn Bücher. Der Inhalt handelte überwiegend von religiösen Themen. Die wichtigsten Bücher waren die Bibel und das Gesangbuch. Ab 1739 galt als Voraussetzung für eine Heirat der Besitz einer Bibel.
Der Dreißigjährige Krieg (1618–1648) hatte in Württemberg durch die furchtbaren Gräuel und Zerstörungen zu einer Erschütterung des Glaubens und einem Verfall der Sitten geführt. Deshalb wurde in Folge des Kriegs die Erziehung zum evangelischen Glauben deutlich verschärft. Es bestand nun eine allgemeine Schulpflicht, so dass in Württemberg im ausgehenden 17. Jahrhundert der Anteil der Analphabeten viel geringer war als in anderen Territorien des Heiligen Römischen Reichs. Die Obrigkeit griff immer stärker in das Alltagsleben der Menschen ein. Es gab Vorschriften über die zulässige Bekleidung, das Heiratsmindestalter und die Art von Festlichkeiten. Besonders ausgelassene Feste wurden abgelehnt, Karneval in Württemberg war undenkbar. Es gab in jeder Pfarrei einen Kirchenkonvent.  Es war dies eine Art Sittengericht, welches Gemeindemitglieder zu Geldstrafen oder Freiheitsstrafen verurteilte, die durch Glücksspiel, Fluchen, Streitereien oder sonstige „gottesungefällige Lebensweise“ aufgefallen waren. Für Freiheitsstrafen gab es in jeder Pfarrei ein örtliches Gefängnis, das sogenannte „Zuchthäusle“. Dies führte zu einer Kultur der ständigen Bespitzelung, des Denunziantentums und der Scheinheiligkeit auf den württembergischen Dörfern, die über Jahrhunderte Bestand haben sollte.
Im 18. Jahrhundert prägte Johann Friedrich Flattich mit seinen Hausregeln die evangelische Erziehungsarbeit.

### Kultureller Gegensatz zwischen Land und Hof
Im 16. und 17. Jahrhundert erschienen die Unterschiede zwischen dem Herrscherhaus und der Landschaft noch einigermaßen überbrückbar. Im gemeinsamen evangelischen Glauben bestand eine verlässliche gemeinsame Basis. Dies änderte sich nach dem Dreißigjährigen Krieg. Mit der Kultur des Barocks und den politischen Ambitionen des Absolutismus entfernte sich der württembergische Hof zunehmend von den kulturellen und religiösen Vorstellungen der Ehrbarkeit und der von dieser geprägten Bevölkerung. Der württembergische Hof mit seiner verschwenderischen Prachtentfaltung, den großen Festveranstaltungen, den Jagdgesellschaften, dem Hofadel und den Mätressen wurde als ein Hort der Sünde empfunden. Erschwerend empfand man, dass die Herzöge von 1733 bis 1797 katholischen Glaubens waren, wenngleich der Protestantismus im Herzogtum erhalten blieb.

### Stuttgarter Oper im 18. Jahrhundert
Da Stuttgart in den Dekaden vor Carl Eugens Herrschaft den Status der Hauptstadt an Ludwigsburg verloren hatte, gab es in Stuttgart auch kein permanentes Ensemble für Theater und Singspiele. Es war deshalb mit hohen Kosten verbunden, dass nun unter Herzog Carl Eugen sehr rasch eine in ganz Europa bekannte Opernbühne entstand.
Im Saal des Neuen Lusthauses wurde ein Theater eingebaut. Es beruhte auf Plänen von Philippe de La Guêpière. Im 1772 erschienenen neunten Tafelband der französischen Encyclopédie ist dieses Stuttgarter Theater als eines der Hauptwerke de La Guêpières erwähnt.
Als Opernkomponist und Leiter der Hofkapelle kam 1753 Niccolò Jommelli nach Stuttgart. Auch ein ganzes Ensemble aus renommierten Sängern, Musikern, Balletttänzern und Bühnenbildnern wurde engagiert.

### Zeitungen
Erst ab 1737 gab es im Herzogtum Württemberg die erste Intelligenz-Zeitung als periodisch erscheinendes Anzeigenblatt in der Art der auch in anderen Territorien aufkommenden Intelligenzblätter.

## Wirtschaftliche Entwicklung

### 16. Jahrhundert
Zu Beginn des 16. Jahrhunderts sicherte dem ländlich geprägten Herzogtum der Anbau von Getreide und die Bewirtschaftung von Weinbergen einen maßvollen Wohlstand.
Von den 31 Reichsstädten des Schwäbischen Reichskreises waren für den Handel und Austausch von Waren die Städte Esslingen am Neckar, Reutlingen und Weil der Stadt auf Grund ihrer Nähe zu Stuttgart und Tübingen von besonderer Bedeutung. An der Peripherie und dennoch auf Grund ihrer relativen Nähe zu Württemberg mehr oder weniger wichtig waren auch die Reichsstädte Wimpfen, Heilbronn, Schwäbisch Hall, Schwäbisch Gmünd, Aalen, Giengen an der Brenz, Ulm, Biberach und Rottweil.
Die bedeutendsten Städte des Herzogtums Württemberg waren im 16. Jahrhundert Stuttgart und Tübingen. Stadt und Land waren in Württemberg gleichgestellt, so dass sich das Handwerk auch auf den Dörfern etablieren konnte.
Nach dem Vorbild der Reichsstädte waren auch im Herzogtum Württemberg aus den mittelalterlichen Bruderschaften der Handwerker im Laufe des 16. Jahrhunderts Zünfte entstanden. Im Jahre 1568 kam in Württemberg eine Bauordnung heraus, die das Bauhandwerk landesweit regulierte. Weitere Ordnungen für die verschiedenen Handwerke folgten. In den württembergischen Handwerksordnungen wurde genau festgelegt, wie die Zunftmeister auszuwählen waren, wie die staatliche Aufsicht durch Obmänner erfolgte, wie der Titel eines Meisters erreicht werden konnte, wie die Lehr- und Gesellenzeit zu durchlaufen war, welche Vorschriften jeweils zu beachten waren und welche Art der Zusammenkünfte erlaubt waren.
Im 16. Jahrhundert hatte sich in Württemberg das Erbrecht der Realteilung durchgesetzt. Dies führte zu einer relativen Gleichverteilung des Vermögens auf niedrigem Niveau und auch dazu, dass sich im Herzogtum keine großen landwirtschaftlichen Betriebe herausbilden konnten. So hatten zwar viele Einwohner ein paar Äcker und Wiesen, um etwas Landwirtschaft zu betreiben, waren aber wegen zu geringer Erträge gezwungen, sich durch Lohnarbeit, Heimarbeit oder durch ein Handwerk etwas dazu zu verdienen.
Etwa 80 Prozent der Bevölkerung lebte in Dörfern. Mit Ausnahme des Textilsektors gab es kein nennenswertes Gewerbe, das verarbeitete Produkte exportierte.
Da das Herzogtum an der Wasserscheide zwischen Rhein und Donau lag, waren die Flüsse nahe den Quellgebieten noch kaum als Transportwege nutzbar. Im Norden war der Neckar erst ab Heilbronn sinnvoll flussabwärts für Schiffe befahrbar, im Osten die Donau gleichermaßen erst ab Ulm. Beide Reichsstädte gehörten nicht zum Herzogtum. Wegen der somit fehlenden Wasserwege war die Mittelgebirgslandschaft Altwürttemberg wirtschaftlich sehr benachteiligt.
Da im 16. Jahrhundert die Bevölkerung in Württemberg stark anwuchs, verringerte dies zunehmend den Anteil an verfügbaren Nahrungsmitteln. Dazu kam im Rahmen der Kleinen Eiszeit eine Klimaverschlechterung zwischen 1565 und 1629. Dadurch wurde das Getreide sehr knapp und teuer. Um den Exportartikel Wein weiterhin in genügender Menge anbauen zu können, wurde selbst flaches Acker- und Wiesenland für den Anbau von Weinreben genutzt. Dies reduzierte zudem die Viehwirtschaft, so dass auch ein Mangel an Zugtieren, Fleisch- und Milcherzeugnissen eintrat. Das Herzogtum reagierte mit Verordnungen gegen die Ausfuhr von Getreide, Wolle und Nutztiere.

### 17. Jahrhundert
Ab der Wende vom 16. zum 17. Jahrhundert räumte Herzog Friedrich I. der wirtschaftlichen Entwicklung seines Landes einen hohen Stellenwert ein. Dazu machte er sich die Ideen des Merkantilismus zu eigen, dass also der Staat planmäßig Gewerbe und Handel fördern sollte.
Herzog Friedrich I. bemühte sich um eine Verbesserung der Straßen, was jedoch durch Frondienste der Untertanen zu leisten war und deshalb viel Kritik hervorrief. Dazu baute der Herzog ein eigenes Postwesen für sein Land auf, welches in Konkurrenz zum Reichspostmonopol des Hauses Thurn und Taxis stand. Pläne, den Neckar von  Heilbronn nach Cannstatt schiffbar zu machen, ließen sich jedoch nicht realisieren. Ebenso wenig langfristigen Erfolg brachten die Bemühungen, in Württemberg einen florierenden Bergbau zu etablieren.
Der Bergbau in Christophstal bei Freudenstadt und in der Gegend um Neubulach war trotz Silberfunden wenig ergiebig, und die Gewinnung von Eisenerz bei Heidenheim deckte kaum den Bedarf vor Ort. Es fehlte auch im ganzen Herzogtum an einer abbaubaren Salzlagerstätte.
1598 wurde in Urach die Leinwandhandelskompagnie gegründet, wenig später ab 1611 die Färber- und Zeughandelskompagnie in Calw. Diese Handelsgesellschaften kümmerten sich um die Beschaffung der heimischen Rohmaterialien. So kamen Flachs und Schafswolle von der Schwäbischen Alb und aus dem Gäu. Etwa 800 Zeugmacher in der Gegend um Calw und bis zu 8000 Leinenweber auf der Schwäbischen Alb verarbeiteten diese Materialien bei geringer Entlohnung zu Stoffen, die dann durch die Händler der Gesellschaften exportiert wurden.
Während das beginnende 17. Jahrhundert in seinen ersten beiden Jahrzehnten noch den generell relativ günstigen wirtschaftlichen Aufstieg des 16. Jahrhunderts fortsetzen konnte, deuteten sich in der Kipper- und Wipperzeit mit der Prägung der Hirschgulden und dem ausgebrochenen Dreißigjährigen Krieg die ersten Vorboten eines allgemeinen Niedergangs der Wirtschaft an.
Der Dreißigjährige Krieg (1618–1648), der in Württemberg nach der verlorenen Schlacht bei Nördlingen (1634) zu einer katastrophalen Besatzungszeit führte, warf das Land in seiner Entwicklung um viele Generationen zurück. Die meisten der durch Herzog Friedrich angeregten wirtschaftlichen Verbesserungen fielen der Vernichtung anheim.
Neben dem dramatischen Bevölkerungsrückgang reduzierte sich auch der Weinbau um etwa 60 %. Der Verlust an Gebäuden lag etwas über 40 %.
Nach dem Krieg bemühte sich die württembergische Regierung um die Wiederankurbelung der Landwirtschaft und des Handwerks. Auch im Bereich der Pferdezucht wurde sie aktiv.
Um die unter den Verwüstungen des 17. Jahrhunderts leidenden Landstriche zu rekultivieren, wurden 1699 im Westen von Württemberg die aus Piemont vertriebenen französischen Waldenser angesiedelt, die Pfarrer Henri Arnaud herbeigeführt hatte. Sie bildeten calvinistische Gemeinden mit eigenen französischsprachigen Gottesdiensten. Auf sie gehen die Orte Nordhausen, Großvillars, Kleinvillars, Corres, Schönenberg, Sengach, Pinache, Serres, Wurmberg-Lucerne, Perouse und Neuhengstett zurück.

### 18. Jahrhundert
Zur Zeit der Regierung von Herzog Eberhard Ludwig an der Wende vom 17. zum 18. Jahrhundert gab es große Bemühungen zur Ankurbelung der Wirtschaft. Zu diesem Zweck wurden zahlreiche Verordnungen für Handel, Gewerbe, Ackerbau und Weinberge im Sinne des Merkantilismus erlassen. Die vorhandenen Bergwerke wurden intensiver betrieben und die Grundlagen eigener Industriebetriebe gelegt. Als Beispiel sei die von 1694 bis 1698 erfolgte Gründung des Eisenwerks Ludwigstal in Tuttlingen erwähnt. Im Mainhardter Wald wurde 1701 die herzogliche Spiegelfabrik in Spiegelberg gegründet. Im Jahre 1709 wurde ein „Kommerzialkollegium“, also ein Handelsrat, eingerichtet. In Ludwigsburg kam es 1717 zur Einrichtung einer privilegierten Tabakfabrik und 1731 zu einer Lederfabrik.
Am 24. Januar 1713 erfolgte eine Steuer-Instruktion, die zu einer gerechteren Steuergesetzgebung führte. Dadurch wurden das bestehende Steuerkataster revidiert und die Grundsätze der Ertragsbesteuerung eingeführt. Seither wurde bei Grundstücken der Ertrag, bei Gebäuden der Kapitalwert und bei den Gewerben der Umsatz für die Besteuerung herangezogen.
Um 1730 war in den Städten über die Hälfte der berufstätigen Bevölkerung im Handwerk tätig. In den Dörfern waren dies etwa 20 Prozent.
Bei den Bäckern und Metzgern gab es fließende Übergänge zu einer hauptberuflichen Tätigkeit als Landwirte oder Viehhändler.
Der wichtigste Erwerbszweig des 18. Jahrhunderts war in Württemberg nach wie vor der Agrarsektor. Bedeutendste Exportgüter waren Wein, Wolle und Rinder. Auch Holz gehörte zu den württembergischen Exportgütern. So hatte sich im Nordschwarzwald die Flößerei über Enz und Neckar nach Holland entwickelt.
Nach Württemberg eingeführt wurden in großen Mengen Zucker und Salz, dazu französische Weine, Liköre sowie feine Baumwoll- und Seidenstoffe, auch Gewürze und Südfrüchte.
Der Anbau von Kartoffeln verminderte die Knappheit bei der Lebensmittelversorgung.
Das württembergische Leinengewerbe erlebte im 18. Jahrhundert eine erneute Blütezeit, nachdem es im Dreißigjährigen Krieg zum Erliegen gekommen war. In Calw gab es die auch im 18. Jahrhundert florierende Handelskompanie der Zeugmacher. Die Kaufleute dieser Gesellschaft beherrschten die Märkte Südeuropas.
In der zweiten Hälfte des 18. Jahrhunderts befanden sich vier der sechs ertragreichsten Handelsunternehmen des Herzogtums in Calw. Es waren dies neben der Calwer Compagnie durch deren Compagnie-Verwandte gegründete Gesellschaften, nämlich die Holzhandelsgesellschaft Vischer & Co., die Bergbaugesellschaft Doertenbach & Zahn und die Salzhandelsfirma Notter & Co. Weitere Handelsunternehmen, die mit Leinwand handelten, gab es zudem jeweils eines in Heidenheim und in Urach.
Direkte Maßnahmen zur Förderung der Wirtschaft und des Handels gab es auch unter der Herrschaft Herzog Carl Eugens. So ließ der Herzog zum Beispiel in Cannstatt den Neckarhafen ausbauen und einen Kran zum Be- und Entladen der Schiffe aufstellen.
Am 5. April 1758 gründete Herzog Carl Eugen per Dekret die Porzellan-Manufaktur Ludwigsburg.
Im Rahmen eines Infrastrukturprogramms entstanden zahlreiche Chausseen mit einer Gesamtlänge von 286 km, deren Trassen die Grundlage späterer Bundesstraßen bildeten.
Bis zum Ende des 18. Jahrhunderts waren in Württemberg 55 verschiedene Zunftordnungen für die Berufe der Handwerker entstanden. Ausdrücklich waren die Handwerksordnungen im ganzen Herzogtum gültig, ohne Unterschied des jeweiligen Orts der Ausübung, so dass es in Württemberg de jure keine Besserstellung der Meister in den Städten gegenüber den Meistern auf den Dörfern gab.
Jede Zunft war üblicherweise in Laden organisiert. Bei der Zunftlade handelte es sich um eine oft repräsentativ gearbeitete Truhe, in der die wichtigen Dokumente aufbewahrt wurden. Wichtige Handwerksberufe hatten in jeder Amtsstadt eine eigene Lade. Dazu zählten zum Beispiel die Bäcker, Metzger, Müller, Schmiede, Maurer, Schreiner, Zimmerer, Wagner, Weber, Schneider, Schuhmacher als auch die Kauf- und Handelsleute. Die etwas spezialisierteren und zahlenmäßig kleineren Berufe hatten ihre Laden lediglich in einer einzigen oder in einigen wenigen Städten, wie etwa die Gold- und Silberschmiede in Stuttgart, die Messerschmiede in Stuttgart, Tübingen und Urach, die Bierbrauer in Blaubeuren und Heidenheim oder die Weingärtner in Stuttgart und Tübingen.
Ein großes Problem für den Arbeitsmarkt ergab sich durch die Auswanderungswellen, da die Auswanderung ab der Mitte des 18. Jahrhunderts für viele Familien als der letzte Ausweg erschien.

## Geschichte

### Erhebung der Grafschaft zum Herzogtum

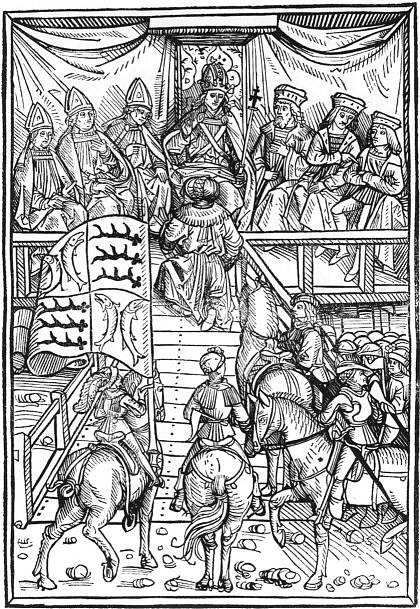
Belehnung eines Herrschers von Württemberg durch den Kaiser, Holzschnitt von Hans Burgkmair dem Älteren, Augsburg 1493

Die Geschichte des Herzogtums Württemberg ist die Fortsetzung der Geschichte der im Laufe des Hoch- und Spätmittelalters entstandenen Grafschaft Württemberg. Im Münsinger Vertrag vom 14. Dezember 1482 kam Württemberg wieder zu der Einheit, die vierzig Jahre zuvor durch die Teilung in eine Stuttgarter und eine Uracher Linie des Hauses Württemberg verloren gegangen war. Die Herstellung dieser Einheit war das Werk des Grafen Eberhard im Bart im Verbund mit den Landständen. Eberhard im Bart, der Gründer der Universität Tübingen, genoss hohes Ansehen sowohl im Kreis der Reichsfürsten als auch bei seinen Untertanen, wie es in der 1818 von Justinus Kerner verfassten Ballade Der reichste Fürst zum Ausdruck kam. Graf Eberhard im Bart pflegte auch ein freundschaftliches Verhältnis zum jungen König Maximilian I., dem späteren Kaiser. 
Auf dem Reichstag zu Worms erhob der König am 21. Juli 1495 die Grafschaft Württemberg zum Herzogtum und machte das bisherige Sammelsurium der rechtlich unterschiedlich zu bewertenden Territorien und Besitzungen des Hauses Württemberg zu einem unteilbaren Reichslehen, welches mit dem zusätzlichen Titel eines Herzogs von Teck und der Reichssturmfahne verbunden war. Auch die bisherigen Allode des Hauses Württemberg waren nun Teil des neuen Reichslehens. Einige württembergische Gebiete blieben jedoch weiterhin der Lehensherrschaft des Königs von Böhmen, des Kurfürsten von der Pfalz und des Erzherzogs in Vorderösterreich unterstellt. Im Falle des Erlöschens des Hauses Württemberg im Mannesstamm sollte das Herzogtum ans Heilige Römische Reich fallen. Am 11. November 1495 unterzeichnete Herzog Eberhard im Bart eine Landesordnung für das Herzogtum Württemberg, deren Abschriften an sämtliche Ämter verschickt wurden.
Mit dem Tod des Herzogs Eberhard I. im Bart verlor Württemberg im Februar 1496, wenige Monate nach dem Reichstag in Worms, einen klugen und weitsichtigen Landesvater. Am Grab von Eberhard I. im Bart soll König Maximilian gesagt haben: „Hier liegt ein Fürst, welchem ich im ganzen Römischen Reich an Verstand und Tugend keinen zu vergleichen weiß.“

### Herrschaftskrisen und Fremdherrschaft
Die ersten fünf Jahrzehnte des neu entstandenen Herzogtums waren wegen der problematischen Charaktere zweier Herzöge geprägt von politischen Turbulenzen, die Württemberg und dessen Herrscherhaus mehrmals in eine existenzbedrohende Krise stürzten. Herzog Eberhard II. wurde 1498 nach nur zwei Jahren Willkürherrschaft abgesetzt. Dessen Nachfolger war der noch minderjährige Herzog Ulrich, dessen Leben und Herrschaft sich wegen seiner gewalttätigen Persönlichkeit zu einem Drama entwickelte, in dessen Verlauf er 1519 aus seinem Herzogtum vertrieben wurde. Von 1520 bis 1534 war Württemberg im Besitz des Hauses Habsburg und dessen Herrschaft unterworfen.

#### Rebellion der Stände

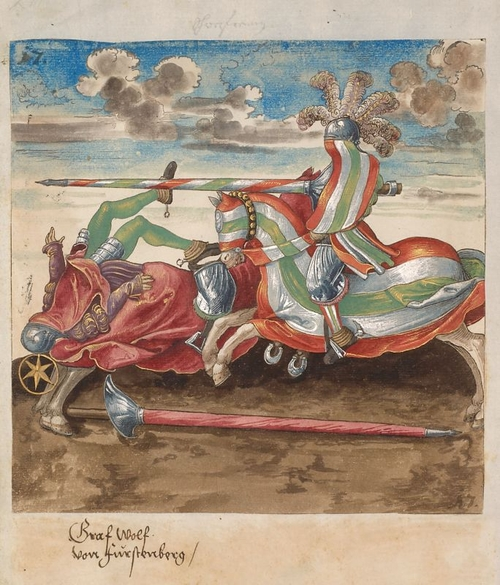
„Antzogen-Rennen“ zwischen Graf Wolf von Fürstenberg, dem württembergischen Landhofmeister (1497–1503) und Kaiser Maximilian I. (rechts). Miniatur aus dem Turnierbuch Freydal (ca. 1512–1515), in dem Graf Wolfgang auf vier Bildern erscheint

Wegen den Mängeln in der Persönlichkeit, die Herzog Eberhard im Bart bei seinem Vetter und Nachfolger Eberhard II. dem Jüngeren früh erkannt hatte, wurde 1492 im Esslinger Vertrag festgelegt, dass die bevorstehende Herrschaft Eberhards II. eingeschränkt sein sollte durch die Kontrolle seitens eines ständischen Regimentsrats, der aus dem Landhofmeister und zwölf Räten bestand. Die zwölf Räte kamen zu einem Drittel aus dem adeligen Rittertum, zu einem weiteren Drittel aus dem Klerus und zu einem Drittel aus der Landschaft, repräsentiert durch die bürgerliche Oberschicht, die Ehrbarkeit. Eberhard II. versuchte jedoch, die Bestimmungen des Esslinger Vertrags zu unterlaufen und den bestehenden Rat nicht in seine Entscheidungen einzubeziehen. 
Er entließ die von seinem Vorgänger Eberhard I. eingesetzten Ratsmitglieder und gestaltete den Rat nach seinen Vorstellungen um. Er ernannte seinen Günstling Konrad Holzinger sowie weitere Herren seines Vertrauens zu Räten und versuchte mit deren Hilfe, die von seinem Vorgänger vorgesehene Kontrolle auszuhebeln. Als württembergischen Kanzler ernannte er 1496 den renommierten Juristen Gregor Lamparter, der bis 1516 im Amt blieb. Im Jahre 1497 kam Graf Wolfgang von Fürstenberg in die Position des Landhofmeisters. Diese beiden Ernennungen erwiesen sich jedoch als kontraproduktiv für die Herrschaft Herzog Eberhards II. Sowohl der Landhofmeister als auch der Kanzler standen dem Haus Habsburg nahe und befanden, dass sich die Herrschaft von Eberhard II. nicht im Sinne des Esslinger Vertrags entwickelte. Es gab Berichte, denen zufolge eine Willkürherrschaft entstand, die zu Verschleppungen und Festsetzungen von als missliebig erachteten Untertanen führte. Auch offener Raub und Plünderungen seitens der Leute des neuen Herzogs wurden aus dem Land berichtet.
Der Landhofmeister und der Kanzler forderten Herzog Eberhard II. auf, einen Landtag einzuberufen, um über die unerhörten Vorgänge zu sprechen. Dieser Aufforderung kam der Herzog jedoch nicht nach. Deshalb beriefen die Räte eigenmächtig einen Landtag ein, zu dem am 26. März 1498 etwa 160 Abgeordnete aus dem ganzen Herzogtum in Stuttgart erschienen. Auch Herzog Eberhard II. war eingeladen, wollte aber nicht kommen. Also wurde der Landtag am 27. März 1498 ohne den Herzog eröffnet. Nach mehrmaliger vergeblicher Aufforderung, in Stuttgart zu erscheinen, begab sich Herzog Eberhard II. von Kirchheim unter Teck in die Reichsstadt Ulm, um dort auf die Ankunft von König Maximilian zu warten. Der König sollte ihm dabei helfen, das Herzogtum zurückzugewinnen und zu unterwerfen. Am 10. April 1498 verweigerten der württembergische Landhofmeister, der Kanzler und weitere 88 Amtsleute und Bedienstete in Stuttgart dem Herzog den Gehorsam und erklärten den Landhofmeister zum Regenten. Diese Rebellion wurde mit den Bestimmungen des Esslinger Vertrags gerechtfertigt. 
Der Landtag verabschiedete wenige Tage später eine Regimentsordnung, die die neue Regentschaft bestätigte. Das Dokument wurde an König Maximilian nach Ulm geschickt, der dieses am 1. Mai 1498 erhielt und nach Unterredungen mit Herzog Eberhard II. am 8. Mai 1498 anerkannte. Dies kam einer bevorstehenden Absetzung des Herzogs gleich. König Maximilian reiste danach mit seinem Gefolge von Ulm nach Urach und traf dort den elf Jahre alten Neffen des Herzogs Eberhard II., den Prinzen Ulrich, aus dem Herzog Ulrich werden sollte. Am 28. Mai 1498 erklärte König Maximilian in der Reichsstadt Reutlingen den bisherigen Herzog Eberhard II. förmlich für abgesetzt und erhob Prinz Ulrich zum neuen Herzog von Württemberg, der jedoch bis zu seiner Volljährigkeit unter der Regentschaft des Landhofmeisters und seiner Räte stehen sollte. Daraufhin gab Herzog Eberhard II. am 11. Juni 1498 seine offizielle Abdankung bekannt. Er erhielt eine jährliche Leibrente von 6000 Gulden zugesprochen und ging ins Exil in die Kurpfalz. 1504 starb er in der Verbannung auf der kurpfälzischen Burg Lindenfels im Odenwald.
Um Herzog Ulrich zukünftig gut in das Beziehungsgeflecht des Hauses Habsburg einzubinden, verabredete König Maximilian am 23. Juli 1498 auf dem Reichstag in Freiburg, dass Herzog Ulrich die Prinzessin Sabina von Bayern heiraten sollte. Sie war über ihre Mutter eine Nichte des Königs. Unter Führung des Landhofmeisters Wolfgang von Fürstenberg unterstützten Württemberg und der Schwäbische Bund König Maximilian, wenn auch wenig erfolgreich, im 1499 ausgebrochenen Schwabenkrieg gegen die Schweizer Eidgenossen.

#### Ulrichs erste Herrschaft und Vertreibung

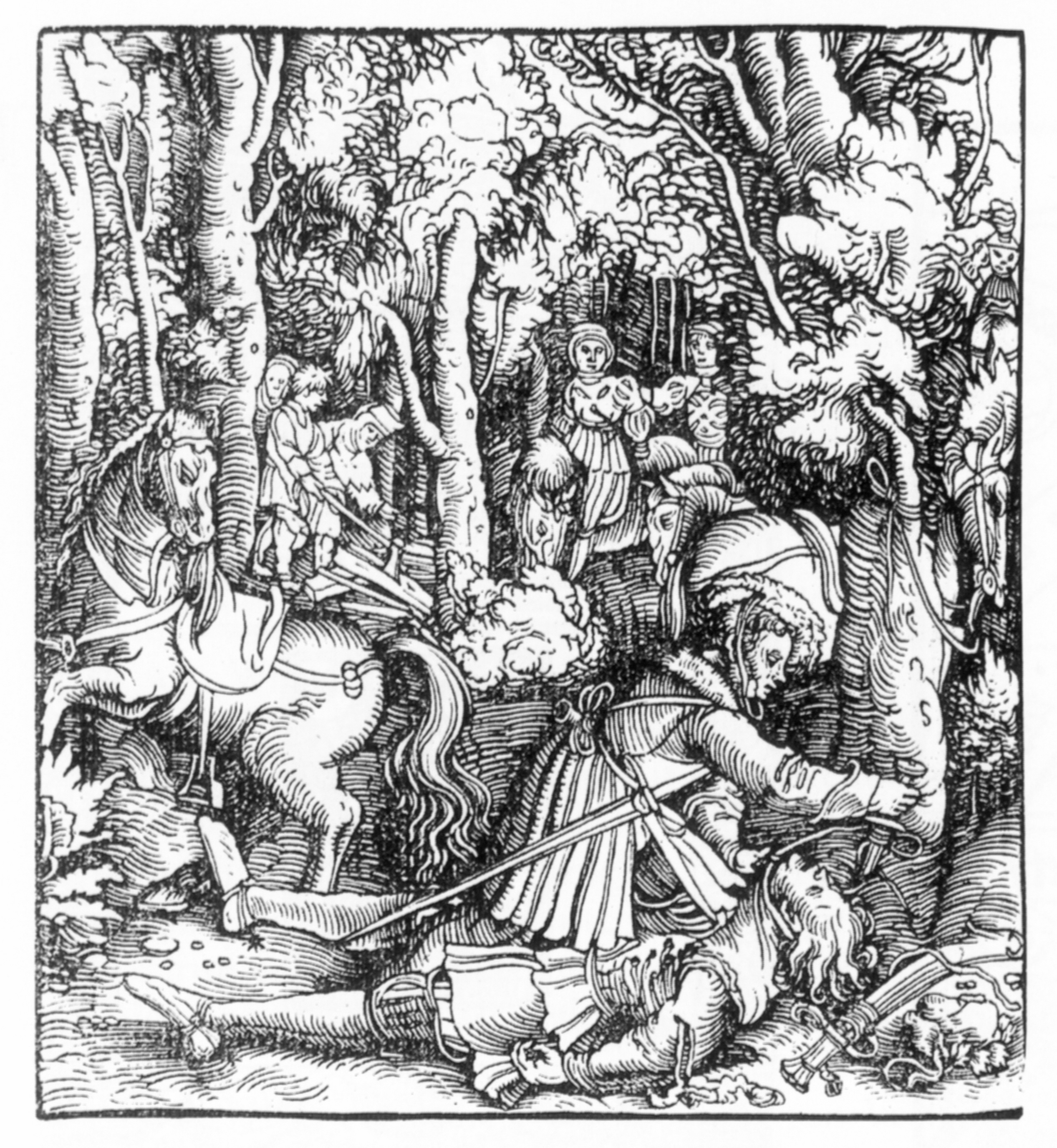
Ulrich von Württemberg ermordet Hans von Hutten, aus: Ulrich von Hutten: Super interfectione…, Mainz 1519

Im Jahre 1502 wütete in Stuttgart die Pest. Die rund 5000 Einwohner Stuttgarts wurden deshalb um etwa 10 % dezimiert. Der Hof mit dem jungen Herzog Ulrich wich in dieser Zeit von Stuttgart nach Blaubeuren aus, um vor der Pest in Sicherheit zu sein. Im Sommer 1503 erklärte der König den 16 Jahre alten Herzog Ulrich für volljährig. Im darauf folgenden Jahr 1504 griff der junge Herzog auf Seiten seines angehenden Schwiegervaters, Herzog Albrechts des Weisen, in den Landshuter Erbfolgekrieg ein und führte ein württembergisches Ritterheer gegen die Kurpfalz. Dabei konnte Herzog Ulrich das Kloster Maulbronn sowie die Städte Besigheim, Möckmühl, Neuenstadt am Kocher und Weinsberg erobern. Auch die Grafschaft Löwenstein wurde besetzt und der Lehensherrschaft Württembergs unterworfen. Somit hatte Herzog Ulrich die Schmach ausgewetzt, die sein Großvater, Graf Ulrich der Vielgeliebte, 1462 in der Schlacht bei Seckenheim gegen die Kurpfalz erlitten hatte. Zum Dank für die Unterstützung erhielt Ulrich von Albrecht dem Weisen auch die Herrschaft Heidenheim zugesprochen.
Im März 1511 fand in Stuttgart die groß angelegte Hochzeit von Herzog Ulrich mit Sabina von Bayern statt, bei der tausende Gäste teilnahmen. Während des Festes flossen aus einem Brunnen auf dem Schlossplatz freier Rot- und Weißwein für jedermann. Trotz der Eheverbindung Ulrichs mit Sabina gelang es Kaiser Maximilian nicht, Herzog Ulrich wie erhofft dauerhaft an die bayerischen Wittelsbacher und an das Haus Habsburg zu binden. Schon im darauffolgenden Jahr 1512 verließ Herzog Ulrich den Schwäbischen Bund, dem Graf Eberhard im Bart 1488 beigetreten war. Die Prachtliebe und die aufwendige Hofhaltung Herzog Ulrichs führten 1514 zu einer Schuldenlast von rund 950.000 Gulden, so dass der Bankrott des Herzogtums drohte. Der Versuch, neue Verbrauchssteuern auf Wein, Fleisch und Getreide zu erheben, führte im Mai 1514 ausgehend vom Remstal zum Aufruhr des bäuerlich geprägten Landvolkes im Armen Konrad. Herzog Ulrich berief deshalb einen Landtag mit Vertretern der städtischen Ehrbarkeit nach Tübingen ein, bei dem er sich mit diesen im Tübinger Vertrag vom 8. Juli 1514 darauf einigte, den Landständen künftig ein Mitspracherecht bei der Erhebung von Steuern zu gewähren. Weitere Zugeständnisse betrafen beispielsweise das Mitspracherecht der Stände in Fragen der Kriegsführung und des möglichen Verkaufs oder der Verpfändung von Teilen des Herzogtums. Für Widerstand gegen die Obrigkeit sah der Vertrag harte Strafen bis zur möglichen Todesstrafe vor, gewährte den Untertanen jedoch auch die Möglichkeit des freien Abzugs aus Württemberg. Der Vertrag gilt seither als eine Art Grundgesetz des Herzogtums Württemberg. Dafür übernahmen die Stände einen großen Teil der 1514 aufgelaufenen Schulden des Herzogs und befürworteten, dass die Rebellion der Bauern des Armen Konrad niedergeworfen wurde.
Am 7. Mai 1515 ermordete Herzog Ulrich seinen Stallmeister Hans von Hutten aus niederen Beweggründen bei der Jagd im Wald zwischen Vaihingen und Böblingen, weil er Huttens Frau Ursula Thumb von Neuburg begehrte. Dieser heimtückische Mord löste Entsetzen im gesamten Reich aus und führte zu einer totalen Entfremdung der schwäbischen Ritterschaft vom Herzogtum Württemberg. Im Herbst 1515 floh zudem Herzog Ulrichs Frau Sabina, die sich vor ihrem Mann und seinem zunehmenden Jähzorn fürchtete, zu ihren Verwandten nach Bayern. Kaiser Maximilian sprach am 11. Oktober 1516 über Herzog Ulrich die Reichsacht aus, nachdem dieser es abgelehnt hatte, die Regierung in Württemberg für sechs Jahre den Räten zu überlassen. Herzog Ulrich vermutete Hochverrat und sorgte für die Verhaftung der Vögte Konrad Breuning, Sebastian Breuning und Konrad Vaut. Als Nachfolger Gregor Lamparters wurde 1516 Ambrosius Volland württembergischer Kanzler. Dieser ließ die gefangenen Vögte foltern und nach deren erpressten Geständnissen hinrichten. Somit hatte sich Herzog Ulrich die Macht im Land gesichert und weitere mögliche Gegner seiner Herrschaft abgeschreckt. Nach dem Tod des Kaisers Maximilian am 12. Januar 1519 nutzte Herzog Ulrich das vermeintlich entstandene Machtvakuum im Reich zur Belagerung und Besetzung der Reichsstadt Reutlingen, die er für das Herzogtum Württemberg annektieren wollte. Daraufhin zog Herzog Wilhelm von Bayern mit Truppen des Schwäbischen Bundes im April 1519 nach Tübingen und dann weiter nach Stuttgart und vertrieb Herzog Ulrich. Die Reichsunmittelbarkeit der Stadt Reutlingen wurde somit wiederhergestellt.
Herzog Ulrich war zunächst in die Kurpfalz geflohen und ging nach einem ersten erfolglosen Rückeroberungsversuch Württembergs in die Schweiz, wo er in Kontakt mit den dortigen Ideen der Reformation kam. Er hielt sich zudem in den linksrheinischen Besitzungen des Hauses Württemberg auf, insbesondere in der Grafschaft Mömpelgard. Als ein weiterer Aufenthaltsort kam die Festung Hohentwiel hinzu, um sie als Basis für die Rückeroberung Württembergs zu nutzen. Am 21. März 1521 verbündete sich Herzog Ulrich mit dem französischen König Franz I. in Sancerre, der nun als Geldgeber für Herzog Ulrich fungierte. Am 5. Juni 1521 sprach Kaiser Karl V. in Mainz deshalb erneut die Reichsacht über Herzog Ulrich aus. Ein zweiter erfolgloser Rückeroberungsversuch brachte Herzog Ulrich im Februar 1525 mit angeworbenen Söldnern aus der Schweiz bis kurz vor die Tore von Stuttgart. Der Versuch scheiterte, weil sein Geldgeber, der französische König, in der  Schlacht bei Pavia verloren hatte und in Gefangenschaft geraten war. Da Herzog Ulrich seine Söldner nun nicht mehr bezahlen konnte, musste er sein Heer unverrichteter Dinge auflösen.

#### Herrschaft der Habsburger

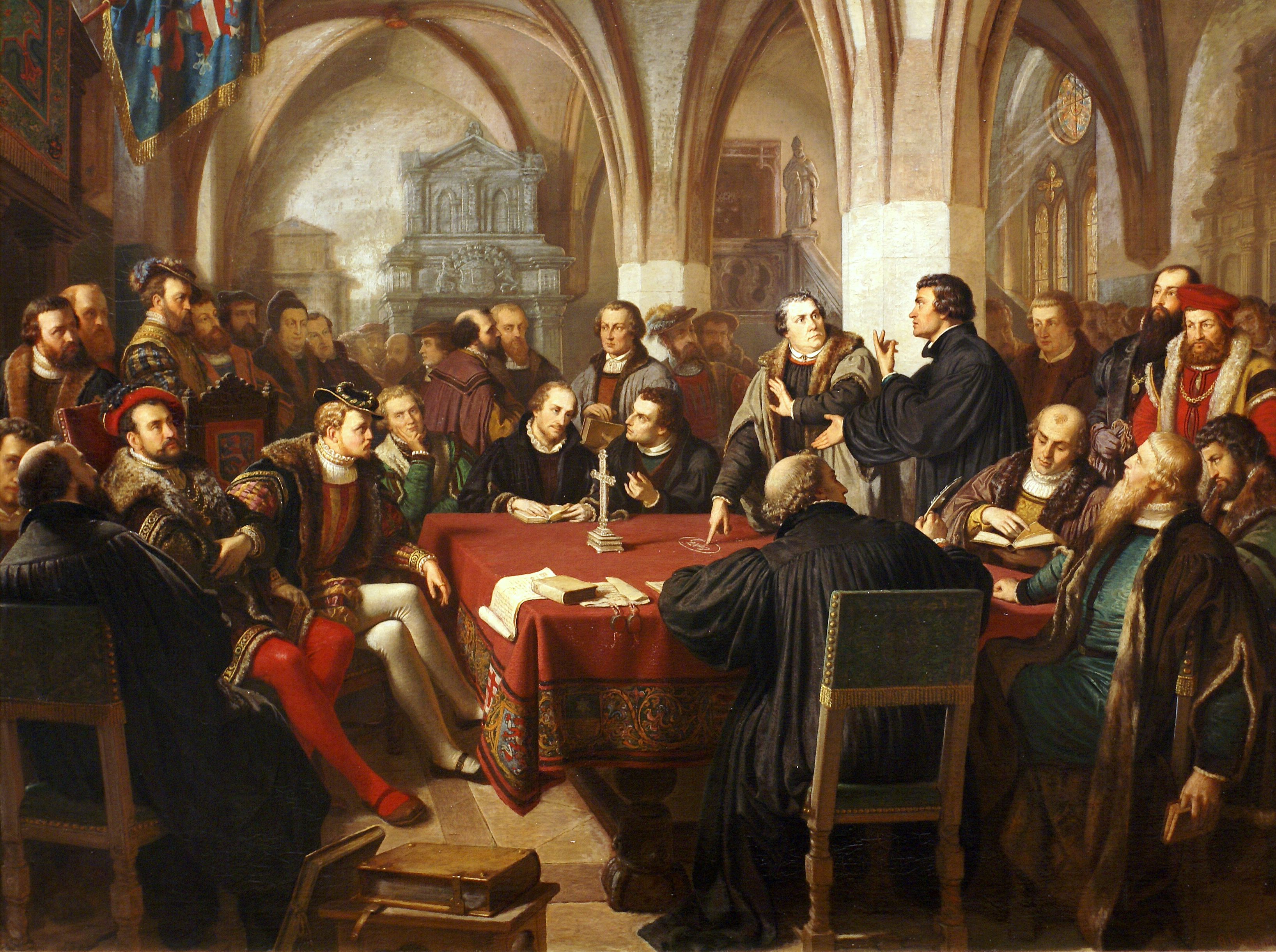
Religionsgespräch zu Marburg, 1867 von August Noack gemalt, zeigt an der rechten hinteren Tischecke den Disput Martin Luthers mit dem Schweizer Reformator Ulrich Zwingli. Luther und Zwingli stehen inmitten zahlreicher geladener Reformatoren. Am linken Tischrand sitzen Herzog Ulrich von Württemberg (mit rotem Hut und roten Beinlingen) und Landgraf Philipp (mit weißen Beinlingen).

Am 6. Februar 1520 überließ der Schwäbische Bund das Herzogtum Württemberg dem Haus Habsburg gegen eine Entschädigung von 220.000 Gulden für die Kriegskosten. Am 5. März 1520 huldigten 15 Prälaten und 41 württembergische Städte dem neuen Landesherrn, Kaiser Karl V., der durch seinen persönlichen Sekretär Maximilianus Transylvanus vertreten wurde. Der Kaiser bestimmte 1522 seinen Bruder Ferdinand als neuen Regenten des Herzogtums Württemberg. Während der Regentschaft des Erzherzogs (und seit 1526 Königs) Ferdinand übten seine Statthalter, darunter zeitweise Wilhelm von Waldburg (1521–1525), Georg von Waldburg (1525–1531) und Philipp von Pfalz-Neuburg (1531–1534) die eigentliche Herrschaft in Württemberg aus. Die Herrschaft der Habsburger durch Statthalter ermöglichte es den württembergischen Landständen, einen starken Einfluss auf die Politik im Herzogtum zu nehmen. Als württembergischer Kanzler war von 1522 bis 1526 Heinrich Winkelhofer tätig.
Der gescheiterte Rückeroberungsversuch Herzog Ulrichs 1525 hatte zur Folge, dass der Schwäbische Bund zur Verteidigung Württembergs bereits ein Heer zusammengezogen hatte, welches nun im Feld stand und zur Niederwerfung der südwestdeutschen Aufständischen im Bauernkrieg verwendet werden konnte. Am 12. Mai 1525 wurden die aufständischen Bauern durch den „Bauernjörg“ in der Schlacht bei Böblingen geschlagen und in der Woche darauf die Weinsberger Bluttat geahndet. Die Verstrickung Württembergs in die Wirren des Bauernkriegs trieb die Schulden des Landes weiter in die Höhe.

#### Rückeroberung und Reformation

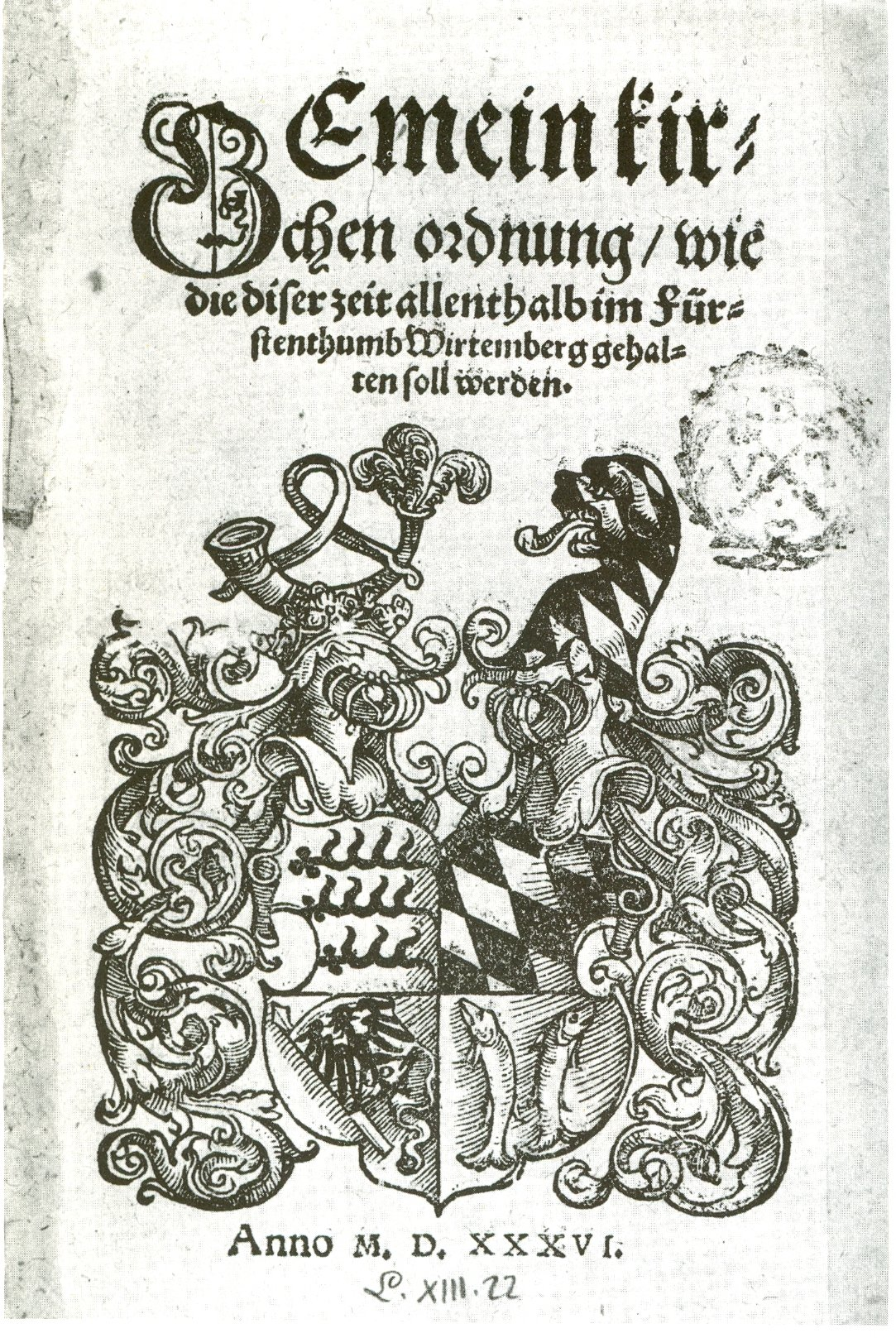
Württembergische Kirchenordnung von 1536

Um zu verhindern, dass das Haus Habsburg ihm auch noch die Grafschaft Mömpelgard wegnahm, überließ Herzog Ulrich diese 1526 seinem Halbbruder Georg, der dort später eine regierende Nebenlinie des Hauses Württemberg begründete.
In einem Rundschreiben an die Reichsfürsten machte Herzog Ulrich auf seine missliche Situation als vertriebener Fürst aufmerksam und versuchte, damit Zustimmung für eine Restitution seiner Herrschaft zu erlangen. Er begab sich an den Hof des Landgrafen Philipps des Großmütigen, eines nahen Verwandten des Hauses Württemberg, wo er sich von 1526 bis 1534 aufhielt. Damit erlebte Ulrich, wie die Reformation in Hessen eingeführt wurde, und nahm 1529 auch am Marburger Religionsgespräch teil.
Landgraf Philipp der Großmütige war unter den Reichsfürsten neben Kurfürst Friedrich dem Weisen und seinen Nachfolgern Johann dem Beständigem und  Friedrich dem Großmütigen die Führungsfigur der Reformation und ein Gegner des Hauses Habsburg. Philipp war zudem ein Großneffe von Herzog Eberhard im Bart. Da eine diplomatische Lösung der Restitution Herzog Ulrichs mehrmals scheiterte, rüstete Landgraf Philipp mit finanzieller Unterstützung durch König Franz von Frankreich und der Reichsstadt Straßburg ein hessisches Heer aus, welches am 23. April 1534 von Kassel aufbrach und Richtung Süden marschierte. Die Hessen schlugen am 12. Mai 1534 bei Nordheim und am 13. Mai 1534 in der Schlacht bei Lauffen die Besatzungstruppen der Habsburger, so dass der Weg nach Stuttgart frei war. Herzog Ulrich übernahm sofort die Regierung. Am 16. Mai 1534 hielt Konrad Öttinger die erste evangelische Predigt in der Stuttgarter Stiftskirche. Mit dem Vertrag von Kaaden am 29. Juni 1534 wurde Herzog Ulrich die Herrschaft über Württemberg wieder zugestanden, jedoch nur als österreichisches Afterlehen.
Herzog Ulrich ließ nun im Land die Reformation durchführen, als ein typisches Beispiel einer Fürstenreformation. Er tat dies weniger aus eigener Überzeugung, sondern aus reinem Machtkalkül, da er sich im Lager der protestantischen Fürsten befand und tief in der Schuld des hessischen Landgrafen stand. Gegen die mit den Habsburgern und dem alten katholischen Glauben sympathisierenden Vertreter der Ehrbarkeit ging er hart vor, so dass sich diese zur Auswanderung gezwungen sahen. An deren Stelle traten neu hinzugezogene evangelische Persönlichkeiten, vornehmlich aus den umliegenden Reichsstädten und dem evangelischen Hessen. Breite Bevölkerungsschichten in Württemberg begrüßten die Reformation. Obwohl es unter der Herrschaft der streng katholischen Habsburger in Württemberg bis 1534 keine evangelischen Gottesdienste geben durfte, kamen die Leute dennoch in Kontakt mit evangelischen Predigten, die in den nahegelegenen Reichsstädten wie etwa in Esslingen oder in Reutlingen besucht und gehört werden konnten. Zunächst leitete der Lutheraner Erhard Schnepf die Reformation im Norden und der Zwinglianer Ambrosius Blarer im Süden. Blarer wurde jedoch bereits 1537 durch die Tätigkeit des aus Schwäbisch Hall dazugekommenen Lutheraners Johannes Brenz verdrängt, so dass ganz Württemberg im Ergebnis der lutherschen Lehre folgte. Mit Befürwortung des Landgrafen von Hessen trat Herzog Ulrich 1536 dem Schmalkaldischen Bund bei.
Um die riesige Schuldenlast des Herzogtums in den Griff zu bekommen, sollten die Güter und Schätze der landsässigen Klöster dienen, indem diese mitsamt den zugehörigen Dörfern säkularisiert wurden. Davon betroffen waren die Klöster Maulbronn, Alpirsbach, Herrenalb, Bebenhausen, Hirsau, Blaubeuren, Murrhardt, Denkendorf, Lorch, Adelberg, St. Georgen und die drei außerhalb des geschlossenen Territoriums liegenden Klöster Königsbronn, Herbrechtingen und Anhausen.
Als weitere württembergische Klosterämter traten dann im Laufe des 16. Jahrhunderts noch Lichtenstern und am Ende des 16. Jahrhunderts Reichenbach hinzu.
Nach der Erfahrung seiner 1519 erfolgten Vertreibung, bei der all seine Burgen gefallen waren, wollte Herzog Ulrich besser gegen feindliche Angriffe gewappnet sein. Als Bollwerke der Landesverteidigung wurden sieben Festungen ausgebaut. Es waren dies die Landesfestungen Hohenasperg, Hohenneuffen, Hohentübingen, Hohenurach, Hohentwiel, Kirchheim unter Teck und Schorndorf. Als der Schmalkaldische Krieg für die protestantischen Fürsten verloren war, ließ Kaiser Karl V. auf Grund des Heilbronner Vertrags vom Januar 1547 auch das Herzogtum Württemberg besetzen. Es mussten die Festungen geöffnet und hohe Kriegsentschädigungen an den Kaiser zugestanden werden. Herzog Ulrich wurde nach Ulm zitiert, wo er einen Kniefall zu machen hatte und dem evangelischen Glauben abschwören musste. Auf Grund des Augsburger Interims von 1548 wurden in Württemberg mehrere hundert evangelische Pfarrer entlassen und die Klöster restituiert.
Herzog Ulrich berief jedoch noch 1549 den Reformatoren Matthäus Alber aus Reutlingen als Prediger an die Stiftskirche nach Stuttgart. Im folgenden Jahr starb Herzog Ulrich, dem ansonsten die erneute Absetzung gedroht hätte. König Ferdinand als Lehensherr hatte Anklage wegen Felonie gegen Herzog Ulrich erhoben.

### Ein Menschenalter des Friedens

#### Christophs großes Reformwerk

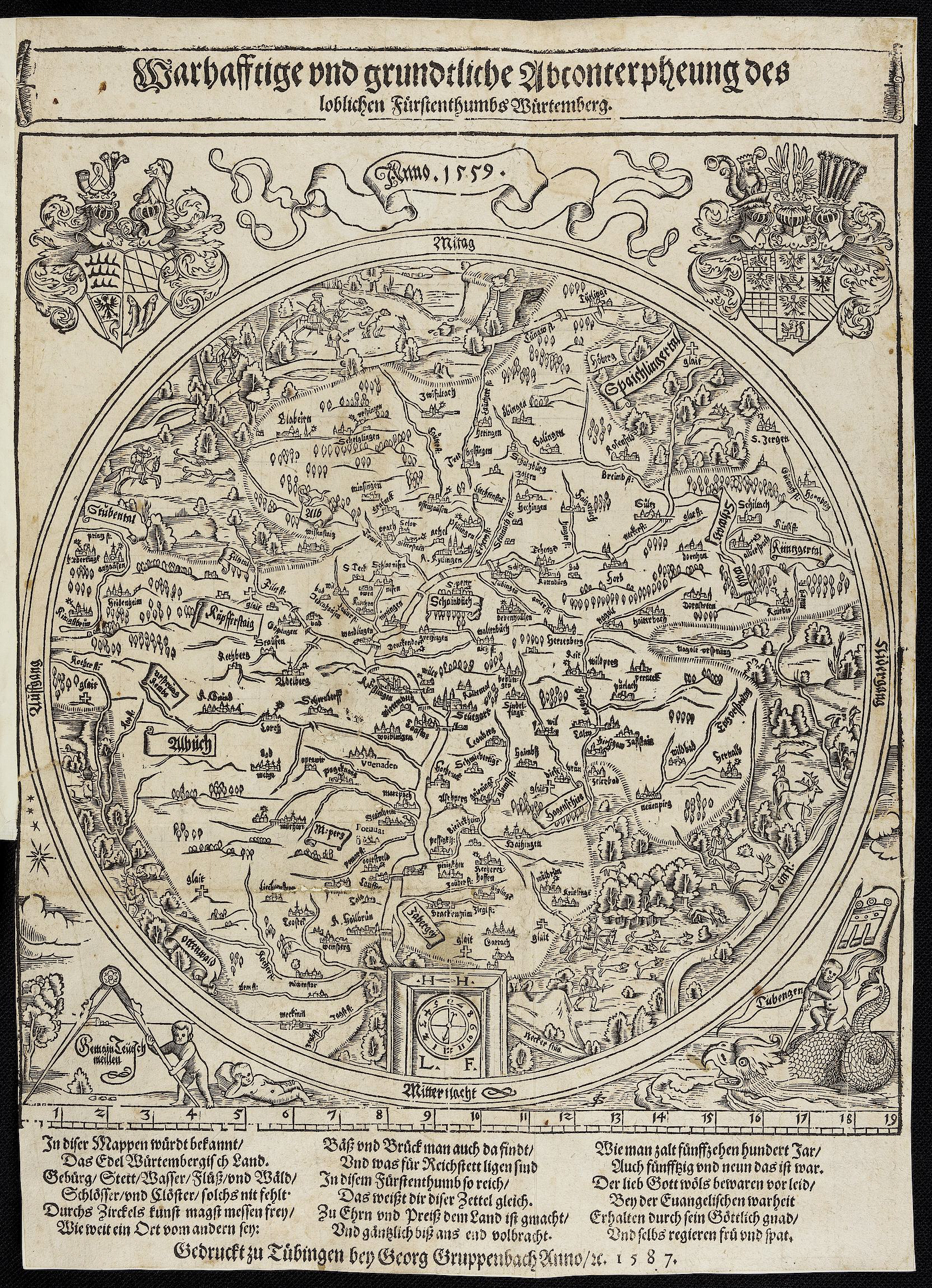
Karte von Württemberg 1559, wobei Süden oben und Norden unten ist. Holzschnittrundkarte Warhafftige vnd grundtliche Abconterpheung des loblichen Fürstenthumbs Würtemberg von Johann Scheubel im Maßstab von etwa 1:600.000 mit 122 Orten

Seit dem Beginn der Herrschaft von Herzog Christoph erlebte Württemberg eine langanhaltende Ära des Friedens, die sich über sieben Jahrzehnte erstrecken sollte. Die Herrschaft Christophs in Stuttgart dauerte 18 Jahre und konsolidierte das Herzogtum durch ein grundlegendes Reformprogramm. Der Beginn der Regierungsjahre war jedoch noch geprägt von der Notwendigkeit, die Klage der Felonie durch König Ferdinand abzuwenden und die Folgen des Augsburger Interims zu korrigieren. Schließlich gelang dies nach Abschluss des Passauer Vertrags durch die 1552 nochmals bekräftigte Afterlehenschaft und die Zahlung einer hohen Geldsumme an den König.

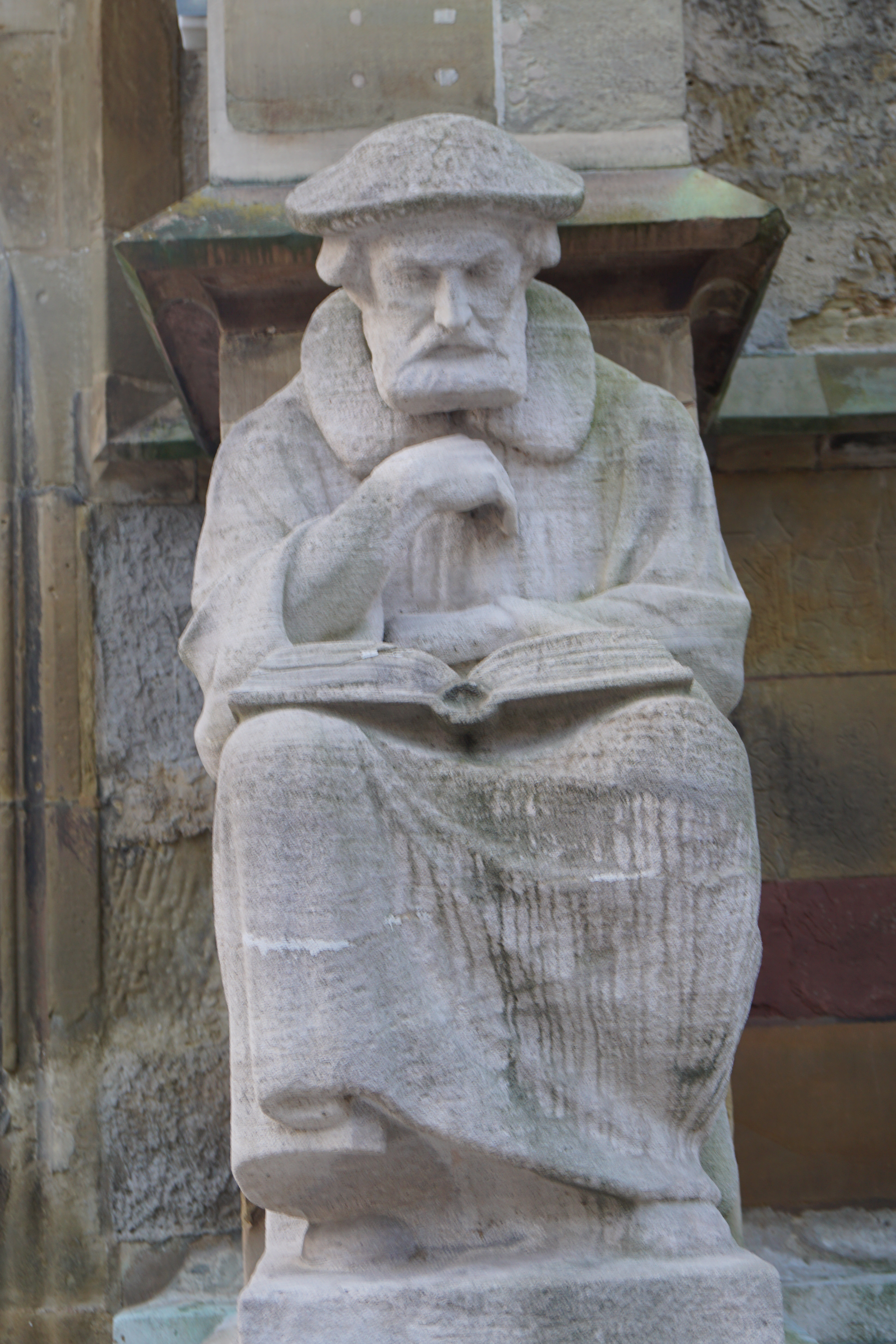
Der Theologe Johannes Brenz war der Reformator für Württemberg im Geiste Martin Luthers

Die Kanzleiordnung von 1553 gab der württembergischen Regierung die Organisationsform, welche bis 1805 in Kraft blieb. Es gab demnach drei Zentralbehörden. Es waren dies der Oberrat als zentrales Verwaltungsgremium, die Rentkammer für die Regelung der Finanzen und der Kirchenrat für die Administration der evangelischen Landeskirche.
Nachdem seine Herrschaft nun gesichert war und mit dem Augsburger Religionsfrieden 1555 Rechtssicherheit eintrat, machte sich Herzog Christoph als überzeugter Anhänger der Lehre Martin Luthers an den Ausbau der Landeskirche. Dies geschah auf Basis der in der Confessio Virtembergica 1552 formulierten evangelischen Bekenntnisschrift. Dabei wurde der Herzog von seinen führenden Theologen Johannes Brenz, Jakob Andreae und Jacob Heerbrand tatkräftig unterstützt. Es mündete dies 1556 in die Umwandlung der Klöster in evangelische Klosterschulen und in die 1559 erlassene Große Kirchenordnung, mit der 19 Einzelordnungen zusammengefasst wurden und alle Bereiche des kirchlichen Lebens in Württemberg geregelt wurden.
Auf einem Landtag im Winter 1553/54 gelang es Herzog Christoph, dass die Landstände einen großen Teil der immensen Staatsschulden übernahmen, die Herzog Ulrich in Höhe von etwa 1,7 Millionen Gulden hinterlassen hatte.
Während seiner Herrschaft erließ Herzog Christoph über 25 Verordnungen, wie zum Beispiel die 1552 und 1567 herausgegebenen Landesordnungen.  Einheitliche Maße und Gewichte wurden 1557 festgelegt. Mit der 1559 erlassenen Schulordnung kam die Grundlage zur allgemeinen Schulbildung, die 1649 zur allgemeinen Schulpflicht in Württemberg führte. Mit einem „Landtagsabschied“ legte der Landtag 1565 fest, dass kein württembergischer Herrscher, der in Zukunft möglicherweise einer anderen Konfession angehören könnte, jemals die evangelisch-lutherische Religion im Herzogtum Württemberg abschaffen dürfe. Tatsächlich blieb das Herzogtum trotz der vier katholischen Herzöge im 18. Jahrhundert bis zur Auflösung im Königreich Württemberg rein evangelisch. Die Menschen prägten mit dem dadurch herausgebildeten altwürttembergischen Charakter auch im 19. und 20. Jahrhundert die Mentalität in ihren Dörfern und Städten.
Herzog Christoph entfaltete eine rege Bautätigkeit und ließ insbesondere das Alte Schloss in Stuttgart ab 1553 zu einem Renaissance-Schloss mit zugehörigen Gartenanlagen ausbauen. Auch das Musikleben am württembergischen Hof erlebte eine Blüte durch die Förderung der Hofkapelle. Die Bilanz der Herrschaft von Herzog Christoph ist die Umbildung Württembergs vom mittelalterlichen Territorium zum frühneuzeitlichen Territorialstaat.

#### Der fromme Ludwig

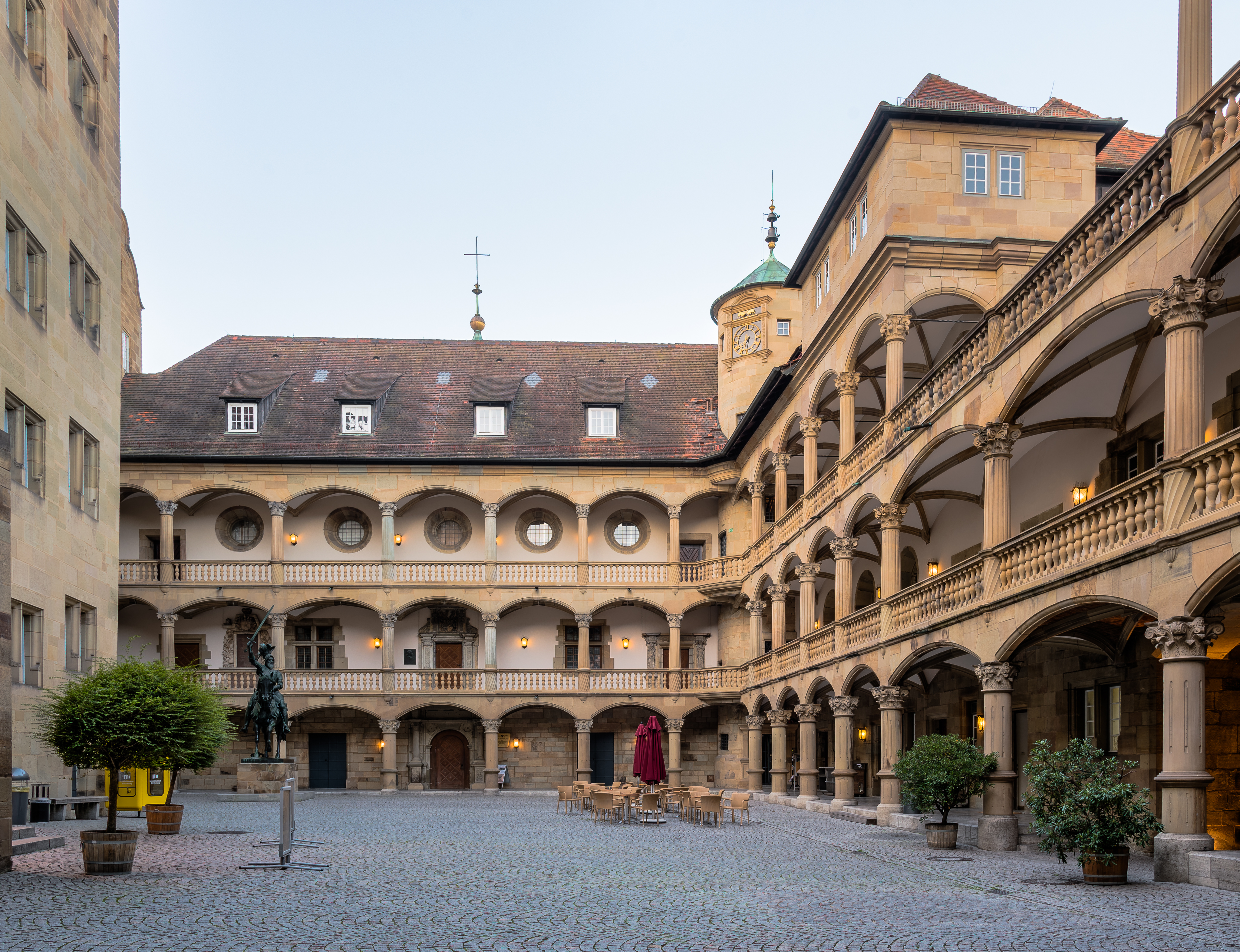
Arkadenhof von 1557 im Alten Schloss, dem Sitz des Herzogs von Württemberg in Stuttgart, wie er von den Renaissance-Baumeistern Aberlin Tretsch und Blasius Berwart gestaltet worden war

Die Regierungszeit von Herzog Ludwig, der auch den Beinamen „der Fromme“ bekam, wurde in der Landesgeschichtsschreibung gerne unterschätzt, da Ludwig im Schatten der großen Leistungen seines Vaters Christoph steht. Für die Württemberger bedeutete die über 23 Jahre währende Herrschaft dieses umfassend gebildeten Herzogs jedoch eine fortwährende Epoche des Friedens. Die ersten 10 Jahre bis zum Erreichen des 24. Geburtstags war Herzog Ludwig zunächst unter der Vormundschaft von seiner Mutter Anna Maria von Brandenburg-Ansbach, flankiert durch die Aufsicht des Herzogs Wolfgang von Zweibrücken und der Markgrafen Georg Friedrich von Brandenburg-Ansbach und Karl von Baden. Als Statthalter fungierte Graf Heinrich zu Castell, der von 1568 bis 1575 de facto die Regierung in Stuttgart leitete. Während der Herrschaft Herzog Ludwigs wurde der Kammersekretär und Geheime Rat Melchior Jäger zum engsten Mitarbeiter, der auch ein gutes Einvernehmen mit den Landständen und deren Mitspracherechten pflegte. Herzog Ludwig unterzeichnete die Konkordienformel von 1577 und das Konkordienbuch von 1580. Als überzeugter Protestant förderte der Herzog die württembergische Landeskirche und trieb deren Aufbau voran. In vielen württembergischen Dörfern wurden Schulen eingerichtet. Der Herzog interessierte sich sehr für die Landesgeschichte, ebenso für die Künste und die Theologie. In Stuttgart entstand das Neue Lusthaus. Auch an den Genüssen des Lebens nahm der Herzog großen Anteil. Er ließ prunkvolle Ritterspiele und aufwendige Jagdpartien veranstalten. Sein übermäßiger Alkoholkonsum hat möglicherweise zu seinem frühen Tod mit 39 Jahren beigetragen. Da Herzog Ludwig keine Kinder hatte, ging die Herrschaft im August 1593 an den Cousin seines Vaters über, Herzog Friedrich aus der Seitenlinie Württemberg-Mömpelgard.

#### Frühabsolutismus unter Friedrich I.

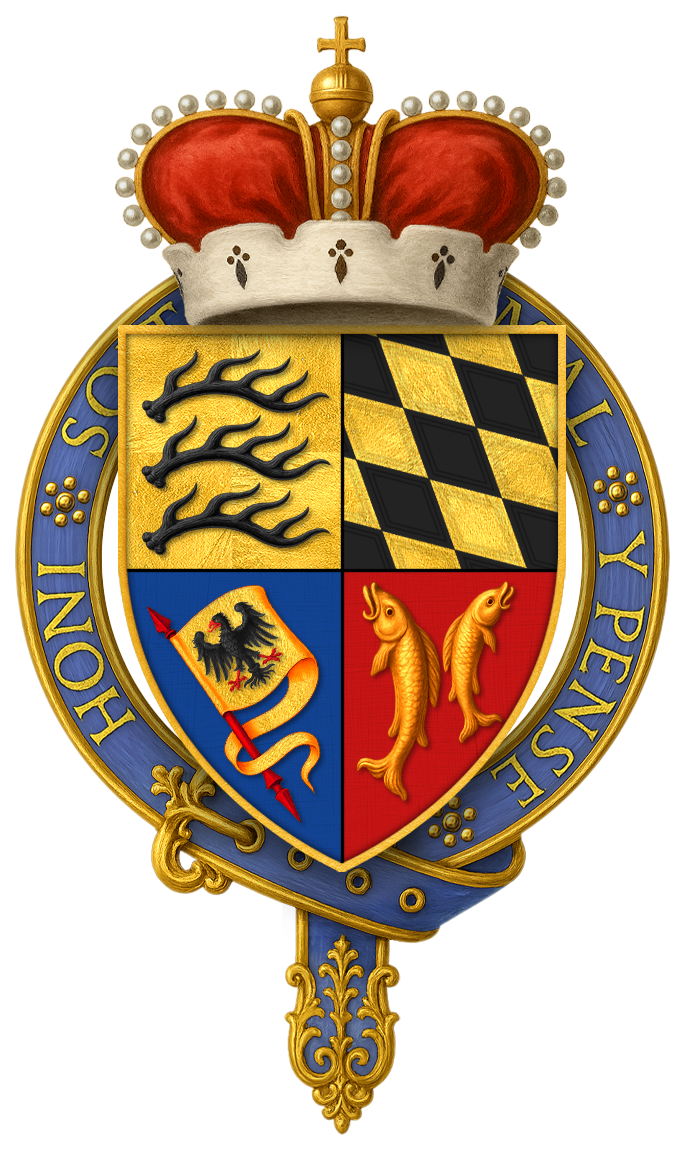
Wappen Herzog Friedrichs I. als Ritter des Hosenbandordens, 1604

Mit Herzog Friedrich I. trat der einzige zu der Zeit noch verfügbare Agnat des Hauses Württemberg die Herrschaft an, wenn man von seinen zu der Zeit noch minderjährigen Söhnen absieht. Wäre Friedrich I. wie seine beiden Geschwister ebenfalls im Kindesalter verstorben, dann wäre Württemberg 1593 als erledigtes Lehen den österreichischen Habsburgern zugefallen. In diesem Fall wäre Württemberg ziemlich sicher wieder katholisch geworden und die Geschichte hätte einen anderen Verlauf genommen. So wurde Herzog Friedrich I. zum Stammvater aller nach 1593 lebenden Mitglieder seines Hauses. Das Herzogtum Württemberg blieb evangelisch.
Sechs Jahre nach dem Beginn seiner Regierung gelang es 1599 mit Hilfe seines Rates Matthäus Enzlin, die seit 1534 bestehende österreichische Afterlehenschaft zu beenden und das Herzogtum Württemberg wieder in ein Reichslehen umzuwandeln. Dies erforderte die Zahlung von 400.000 Gulden, die die Landschaft übernahm. Es wurde dabei vertraglich festgelegt, dass im Falle des Erlöschens des Hauses Württemberg im Mannesstamm die Erbfolge des Hauses Habsburg weiterhin garantiert war. Dieser Fall ist nie eingetreten.
Unter der Herrschaft Friedrichs I. gelang es, das Territorium des Herzogtums weiter auszudehnen. Es wurden von der Markgrafschaft Baden-Durlach 1595 die Ämter Besigheim und Mundelsheim am Neckar gekauft. Dazu kamen im Austausch Bad Liebenzell, Altensteig und Klosterreichenbach im Nordschwarzwald. Auch in diesem Fall übernahm die Landschaft die Kosten. Vom Hochstift Straßburg wurde 1604 das Amt Oberkirch zu Lehen genommen. Wegen der hohen finanziellen Unterstützung von Heinrich von Navarra in seinem Kampf um die französische Krone wurde dem Herzog von Württemberg von 1605 bis 1612 als Pfand die Verwaltung des Herzogtums Alençon überlassen. Als Statthalter in Alençon fungierte der Diplomat und Geheimrat Benjamin von Bouwinghausen.
Herzog Friedrich I. war ein Förderer des Merkantilismus und kümmerte sich insbesondere um den Textilsektor und den Bergbau. Zwar blieb die Suche nach Gold, Silber, Erzen und Salzen weitgehend erfolglos, aber durch die Aufnahme protestantischer Glaubensflüchtlinge aus den österreichischen Alpengebieten wurde Freudenstadt gegründet. Der Bau der Stadt war eines der vielen Werke des Hofbaumeisters Heinrich Schickhardt, der im Stil der Hochrenaissance wirkte.
Die Räte Matthäus Enzlin und Georg Eßlinger unterstützten den Herzog tatkräftig dabei, seine frühabsolutistischen Ambitionen zu verwirklichen. In einem Dekret wurden 1607 Teile des Tübinger Vertrags revidiert. Dabei sollte der Herzog freie Hand im Militärwesen und bei der Erhebung von Kriegssteuern bekommen. Der eingeschüchterte Landtag empfand dies als einen gefährlichen Präzedenzfall zur Einschränkung seines Budgetrechts und befürchtete die völlige Entmachtung.

#### Johann Friedrichs Neutralitätspolitik

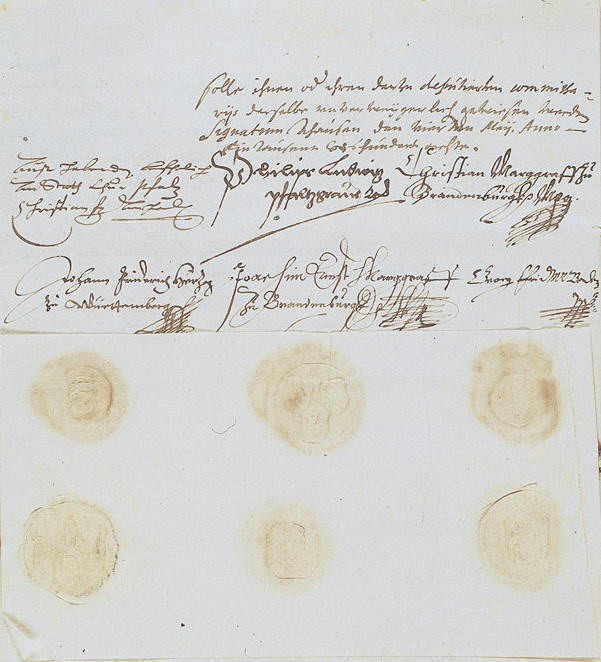
Gründungsurkunde der protestantischen Union vom 14. Mai 1608 mit der Unterschrift Johann Friedrichs, Herzog zu Württemberg

Der frühe Tod Herzog Friedrichs I. 1608 im Alter von 50 Jahren hatte zur Folge, dass die Landstände wieder in den Vollbesitz ihrer alten Privilegien gelangen konnten und der Tübinger Vertrag in allen Punkten erneut bestätigt wurde. Die alten Räte von Herzog Ludwig, darunter der inzwischen 63 Jahre alte Melchior Jäger, wurden reaktiviert und die Berater Herzog Friedrichs der Rache der Landstände überlassen. Während der Herrschaft Herzog Johann Friedrichs kamen die Vorzeichen des bevorstehenden Dreißigjährigen Kriegs zunehmend zum Vorschein. Die unterschiedliche Auslegung der Bestimmungen des Augsburger Religionsfriedens führte seit 1555 immer wieder zu Konflikten zwischen Katholiken und Protestanten. Nach dem Kreuz- und Fahnengefecht in der Reichsstadt Werd, der zur Besetzung der Stadt durch den katholischen Herzog von Bayern führte, wurde 1608 die Protestantische Union gegründet, zu deren Gründungsmitgliedern auch Herzog Johann Friedrich gehörte. In den zehn Jahren bis zum Ausbruch des Kriegs entfaltete Herzog Johann Friedrich noch eine sehr glanzvolle Hofhaltung. Insbesondere seine Hochzeit mit Barbara Sophia von Brandenburg wurde im November 1609 mit großer Pracht gefeiert. Aus dem Konflikt des calvinistischen Kurfürsten Friedrich V. von der Pfalz mit dem Kaiser hielt sich Herzog Johann Friedrich heraus und erklärte nach der Niederlage Friedrichs V. in der Schlacht am Weißen Berg 1620 die Neutralität Württembergs. Die Neutralitätspolitik wurde insbesondere auch vom Landtag und den Theologen des Landes gefordert, da sie als überzeugte Lutheraner nicht mit den Calvinisten der Pfalz gemeinsame Sache machen wollten. Die Tübinger Theologen wie etwa Theodor Thumm, Lucas Osiander der Jüngere und Melchior Nicolai stritten zwar gerne mit Worten, aber vom Führen eines Krieges mit Waffengewalt wollten sie nichts wissen. Im Jahre 1622 ließ Württemberg die Kurpfalz und Baden in der Schlacht bei Wimpfen weitgehend ohne Hilfe. Lediglich Herzog Magnus, ein jüngerer Bruder des regierenden württembergischen Herzogs, führte auf Seiten des Markgrafen von Baden ein Kürassierregiment mit in die Schlacht und fiel. Gegen die Übermacht der Katholischen Liga half die Neutralitätserklärung Württembergs nur bedingt. Zwar konnte sich das Herzogtum noch einige Jahre aus der aktiven Beteiligung am Krieg heraushalten, aber die von 1622 bis 1625 währenden Durchmärsche und Besatzungen der Truppen Tillys und Wallensteins mit den üblichen Begleiterscheinungen von Plünderungen und Brandschatzungen ließen sich nicht verhindern. Wieder etwas mehr Ruhe gab es erst ab 1625, da sich das Kriegsgeschehen nun immer weiter nach Norddeutschland verlagerte.

### Württemberg vom Dreißigjährigen Krieg zu den Franzosenkriegen

#### Katastrophale Kriegsjahre und Neubeginn

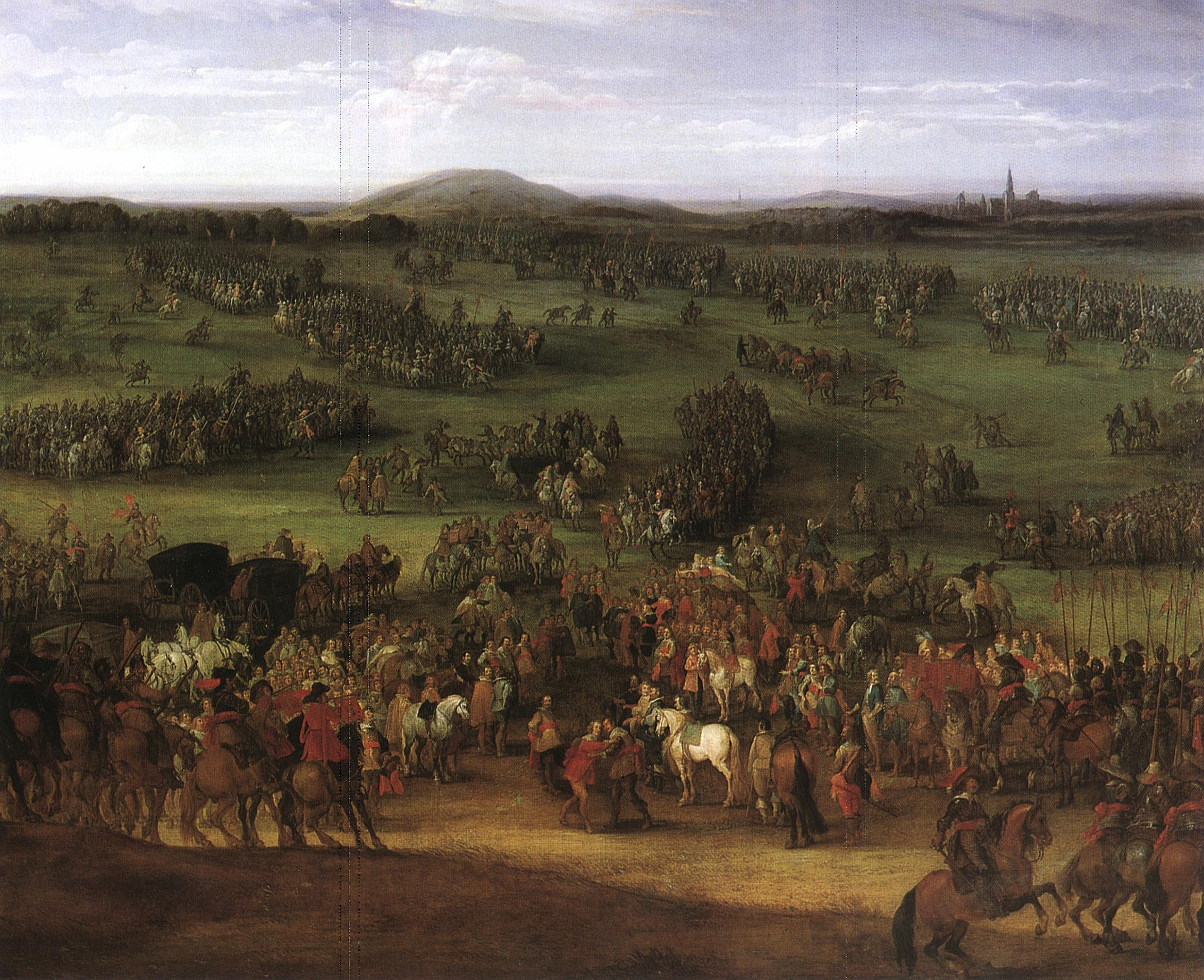
Schlacht bei Nördlingen am. Das vereinigte Heer der katholischen Liga schlug die Schweden und den Heilbronner Bund unter Herzog Bernhard von Sachsen-Weimar und General Gustaf Horn. Gemälde von Pieter Meulener, Öl auf Leinwand, Schwedisches Nationalmuseum, Stockholm

Als Herzog Johann Friedrich 1628 starb, war sein Sohn Eberhard III. erst 14 Jahre alt, so dass zunächst Eberhards Onkel Ludwig Friedrich die Regentschaft übernahm. Durch das von Kaiser Ferdinand II. am 6. März 1629 erlassene Restitutionsedikt verlor Württemberg ein Drittel seines Territoriums. Das Edikt, welches auf erbitterten Widerstand der protestantischen Reichsstände stieß, führte 1630 zum Eintritt Schwedens in den Dreißigjährigen Krieg, um den bedrängten protestantischen Fürsten gegen den katholischen Kaiser zu helfen. Der württembergische Kanzler Jakob Löffler führte 1631 Württemberg in ein Bündnis mit den Schweden, und der neue württembergische Herzog-Administrator und schwäbische Kreisdirektor Julius Friedrich versuchte, sich im Kirschenkrieg den Bestimmungen des Restitutionsedikts zu widersetzen. Da er nur ein militärisch unzulängliches Milizheer aus ungeschulten württembergischen Bauern in ihren typischen weißen Zwilchkitteln und geschulterten Ränzlein zur Verfügung hatte, wurde zwar in den vorderösterreichischen Landen der Habsburger durch Plünderungen und Brandschatzungen manches Chaos verursacht, aber keine kriegsentscheidenden Erfolge erzielt. Im Januar 1633 gelang dem Herzog-Administrator Julius Friedrich mit Georg Friedrich vom Holtz zu Niederholz immerhin die Einnahme der Reichsstadt Rottweil, die nun als Hauptstützpunkt zur vergeblichen Belagerung der vorderösterreichischen Stadt Villingen diente. Im April 1633 schloss sich Württemberg dem Heilbronner Bund unter Führung Schwedens an.  Letztendlich führte diese Politik Württemberg in eine große Katastrophe. Die Habsburger und die katholische Liga schlugen 1634 in der Schlacht bei Nördlingen diesen Bund. Auf dem Schlachtfeld starben auch mehrere tausend Württemberger, der Hauptteil der verfügbaren Streitkräfte des Herzogs. Nun war das Herzogtum Württemberg schutzlos der Rache des Kaisers und der Liga ausgesetzt. Die bisher vom Krieg leidlich verschonten württembergischen Landstriche wurden nun umso entsetzlicher getroffen. Herzog Eberhard III. von Württemberg, im Mai 1633 für volljährig erklärt und somit seitdem regierender Herzog, floh mit seinem Hofstaat in die Reichsstadt Straßburg und überließ sein Land für vier Jahre einer grausamen kaiserlichen Besatzungsarmee. Württembergische Städte wie etwa Waiblingen oder Calw wurden beim Einmarsch der kaiserlichen Armee in Brand geschossen, gestürmt, geplündert und verwüstet. Die Bevölkerung in Württemberg erlitt insbesondere in den Jahren 1634 bis 1638 unbeschreibliche Qualen. Zahlreiche Dörfer wurden zu Wüstungen, die Anzahl der Einwohner Württembergs sank von etwa 400.000 vor dem Dreißigjährigen Krieg auf etwa 150.000 nach dem Krieg. Lediglich die Festung Hohentwiel unter dem Kommandanten Konrad Widerholt konnte bis zum Ende des Dreißigjährigen Krieges für Württemberg gehalten und nie von den feindlichen Truppen eingenommen werden.
Am 11. Oktober 1638 kehrte Herzog Eberhard III. in seine Residenzstadt Stuttgart zurück, nachdem ihm Kaiser Ferdinand III. etwa ein Drittel seines Landes zurückgegeben hatte, jedoch sämtliche Gebiete der 14 Klöster und dazu 12 Ämter als österreichisches Pfand behielt. Die württembergischen Festungen blieben weiterhin in der Hand von bayerischen oder französischen Truppen und mussten vom Land bezahlt werden. Freund und Feind waren nicht mehr unterscheidbar. Der Dreißigjährige Krieg war endgültig zu einer sinnlosen Landplage verkommen, und die allgemeinen Sitten waren völlig verroht.
Die Schrift Theophilus des Johann Valentin Andreae veranlasste Herzog Eberhard III. 1642, im Herzogtum Württemberg den Kirchenkonvent einzuführen.
Während der Verhandlungen zum Westfälischen Frieden gelang es dem Gesandten Johann Konrad Varnbüler und dem Kanzler Andreas Burckhardt mit tatkräftiger Unterstützung durch Schweden und Frankreich, Punkt für Punkt sämtliche württembergischen Ämter und Klöster der Vorkriegszeit des Jahres 1617 wiederzuerlangen und das Territorium in vollem Umfang aus der Pfandschaft der Habsburger zu lösen. Lediglich die Herrschaft Oberkirch, die an das Hochstift Straßburg zurückfiel, war verloren. Der Diplomat Georg Wilhelm Bidembach von Treuenfels wurde beauftragt, die Dokumente und Akten, die während des Krieges entwendet worden waren, von Wien nach Stuttgart zurückzubringen.
Der württembergische Landtag konnte nun darangehen, den Wiederaufbau des Landes voranzubringen. Von 1648 bis 1672 fanden elf Aufbaulandtage statt. Aus den österreichischen Gebieten kamen neue Ehrbarkeiten hinzu, die zum Teil auf Angehörige von Familien zurückgingen, die unter Herzog Ulrich nach 1534 vertrieben worden waren. Darunter befanden sich klingende Namen wie Hauff, Hegel, Flattich, Moser, Hochstetter und Breuning. Als neuer Landhofmeister und Geheimer Rat kam 1650 Wolfgang Georg I. zu Castell-Remlingen hinzu. Am 4. Februar 1660 trat Herzog Eberhard III. dem Rheinischen Bund bei. Im Jahre 1670 fand in Stuttgart ein großes Fest statt, in welchem Herzog Eberhard III. und der Landtag den gelungenen Wiederaufbau des Landes feierten.

#### Intermezzo
Die Herrschaft Herzog Wilhelm Ludwigs dauerte vom 2. Juli 1674 bis zum 23. Juni 1677 nur knapp drei Jahre und endete mit dem unerwartet frühen Tod des 30 Jahre alten Herzogs. Am 14. Januar 1675 hatte er einen Landtag einberufen, welcher eine erhebliche Reduzierung der bisherigen Steuerlast forderte. Da jedoch französische Streifzüge durch den Schwarzwald im Rahmen des Französisch-Holländischen Kriegs (1672–1679) die unmittelbare Bedrohung Württembergs erkennen ließen, sah der Landtag von einer Reduzierung der Militärausgaben ab.

#### Regentschaft Friedrich Carls
Am 27. November 1677 erhielt Friedrich Carl von Kaiser Leopold I. die Regentschaft des Herzogtums Württemberg als Herzog-Administrator übertragen, da der Erbprinz Eberhard Ludwig noch minderjährig war. Friedrich Carl ersetzte den leitenden Minister des Geheimen Rats, Christoph von Manteuffel, durch den Heilbronner Syndikus Jakob Friedrich Rühle. Er stammte aus Worms und somit nicht aus der württembergischen Ehrbarkeit und war ein klarer Vertreter der Interessen des Heiligen Römischen Reichs gegenüber Frankreich. Damit befand er sich des Öfteren in Konflikt mit dem Administrator Friedrich Carl, der wegen der Grafschaft Mömpelgard deutliche Sympathien gegenüber Frankreich erkennen ließ.
Seine fünfzehnjährige Regentschaft stand innenpolitisch im Zeichen der weiteren Konsolidierung des Landes mit einem Schwerpunkt im Kirchen- und Schulwesen. So wurde 1686 das erste Stuttgarter Gymnasium, das Gymnasium illustre, gegründet. Außenpolitisch prägende Ereignisse waren der bis 1679 fortdauernde Französisch-Holländische Krieg und ab 1688 der Pfälzische Erbfolgekrieg, bei dem es König Ludwig XIV. im Zuge seiner Reunionspolitik darum ging, dass der Kaiser im Elsass die Rheingrenze zwischen Frankreich und dem Heiligen Römischen Reich anerkennen sollte. Das Reich benötigte aber den größten Teil seiner Streitkräfte im Osten, während des Großen Türkenkriegs, der von 1683 bis 1699 dauerte, und konnte deshalb die Westgrenze des Reichs nur unzulänglich gegen Frankreich schützen. Der Herzog-Administrator setzte sich deshalb für ein stehendes Heer zum Schutz des Landes ein, kam aber in ständige Auseinandersetzungen mit den württembergischen Landständen. Die Landstände kritisierten heftig, dass die von ihnen schließlich bewilligten württembergischen Truppen für Subsidien an weit entfernte Schauplätze vergeben wurden. Dadurch war Württemberg im Notfall ohne Schutz, wie es sich bereits 1688 bewahrheiten sollte. Als der Comte de Mélac 1688 mit seinen marodierenden französischen Truppen in Württemberg einfiel, fand er das Herzogtum weitgehenden schutzlos, so dass wieder viel Angst und Schrecken über württembergische Dörfer und Städte kam. 

Carl von Häberlin: Die Weiber von Schorndorf. Öl auf Leinwand, 1866 (Stadtmuseum Schorndorf)

 Immerhin widersetzte sich Barbara Künkelin mit den „Schorndorfer Weibern“ heldenmutig der angeordneten Übergabe der Festung und Stadt Schorndorf an die Franzosen, so dass Mélac seine Truppen mangels mitgeführter Artillerie von dort wieder abzog. Schorndorf hatte 1688 Glück, dass die deutschen Truppen aus dem Osten rasch genug herannahten und die Franzosen sich deshalb aus Württemberg wieder zurückzogen. Auch Stuttgart blieb von Zerstörungen verschont, dank dem mutigen Auftreten der Herzogin-Witwe und Mitregentin Magdalena Sibylla.
Am 27. September 1692 geriet der Herzog-Administrator in der Schlacht bei Ötisheim in französische Kriegsgefangenschaft. Nach der Schlacht brandschatzten die Franzosen württembergische Ortschaften und Städte der näheren Umgebung, darunter Ötisheim, Knittlingen, Mühlacker, Illingen und Vaihingen an der Enz. In den Tagen vom 18. Septemberjul. / 28. September 1692greg. bis zum 20. Septemberjul. / 30. September 1692greg. wurde in Neuenbürg und Liebenzell geplündert. Am 19. Septemberjul. / 29. September 1692greg. wurde die Hirsauer Klosteranlage durch französische Soldaten in Brand gesteckt. Noch während der Gefangenschaft von Herzog Friedrich Carl in Paris erklärte Kaiser Leopold den erst sechzehn Jahre alten Erbprinzen Eberhard Ludwig am 10. Januar 1693 für mündig, so dass dieser nun selbst die Regierung antreten konnte.

### Württemberg im Zeitalter des Absolutismus

#### Der junge Herzog Eberhard Ludwig
Nach dem erneuten Franzoseneinfall im Sommer 1693, dem ersten Jahr der Herrschaft Herzog Eberhard Ludwigs, sah sich die württembergische Regierung gezwungen, einen Kontributionsvertrag einzugehen. Um die Einhaltung der Kontributionen durch Württemberg zu garantieren, verlangten die Franzosen Geiseln, welche aus der Mitte der Räte und Landstände zu stellen waren. Der württembergische Landschaftskonsulent Johann Heinrich Sturm (1645–1709) und mit ihm 14 weitere Geiseln stellten sich dafür zur Verfügung. Nicht alle Geiseln überlebten die bis November 1696 dauernde Gefangenschaft. Der Hirsauer Abt Johann Ludwig Dreher (1631–1694) starb im September 1694 in der Metzer Zitadelle. Insgesamt wurden im Pfälzischen Erbfolgekrieg (1688–1697) in Württemberg sieben Städte und 37 Dörfer von den Franzosen zerstört.
Der Geheimrat und Minister Johann Georg Kulpis versuchte mit Hilfe der Kreisassoziationen, die militärischen Defizite im Kampf gegen Frankreich auf einer Frontlinie von der Schweiz bis in die Niederlande zu verbessern. Kulpis ging es dabei neben dem Schutz Württembergs auch um die Rückgewinnung Straßburgs für das Reich. Dank der Eppinger Linien konnten die Franzosen von 1695 bis 1702 von Württemberg ferngehalten werden.
Dem Herzog war es wichtig, über ein stehendes Heer zu verfügen, und er verlangte vom 1698 letztmals einberufenen Landtag die Finanzierung einer württembergischen Truppe von 2.000 Mann (einschließlich 850 Mann Kreiskontingent). Da der Landtag die Zustimmung verweigerte, löste ihn Herzog Eberhard Ludwig auf. Die Entwicklung, die Herzog Eberhard Ludwig forciert hatte, zog sich durch das ganze 18. Jahrhundert hin und mündete in die Entstehung eines eigenständigen, wenngleich auch sehr bescheidenen, württembergischen Heereswesens, das im Vergleich zu den Mächten der europäischen Pentarchie jedoch nur von geringer Bedeutung war.
Auf den 18. Februar 1700 folgte in Württemberg sogleich der 1. März 1700. Im ganzen Heiligen Römischen Reich galt nun einheitlich der Gregorianische Kalender, nachdem dieser bereits seit 1583 zum Beispiel auch im katholischen Vorderösterreich gegolten hatte und das über 100 Jahre dauernde ständige Nebeneinander von neuer und alter Kalenderdatierung eine heillose Datumsverwirrung zwischen katholischen und protestantischen Territorien bewirkt hatte.
Im Jahre 1702 hatte Herzog Eberhard Ludwig eine „Kommunordnung“ erlassen. Das Gesetzgebungswerk hatte den offiziellen Titel „Generalverordnung über das Landesrechungs- und Ökonomiewesen“. Sie war eine der ältesten deutschen Gemeindeordnungen und eröffnete auf lokaler Ebene im Herzogtum Württemberg die Teilnahme der männlichen ländlichen Bevölkerung am öffentlichen Leben, wie dies bis dahin unmöglich war. So entstanden auf lokaler Ebene für den „gemeinen Mann“ neue Freiheiten. Auf höherer Ebene des Staates spielte sich im Laufe der Herrschaft Herzog Eberhard Ludwigs eine gegenläufige Entwicklung ab. Es wurde der bisher an politischer Teilhabe gewohnten Ehrbarkeit, also der städtischen Oberschicht, durch den Absolutismus viele im Tübinger Vertrag verbrieften Rechte sukzessive weggenommen.
Herzog Eberhard Ludwig, der unter dem Eindruck der Franzosengefahr groß geworden war, wollte einen Beitrag zu deren Bekämpfung leisten und machte im Spanischen Erbfolgekrieg eine steile Karriere. Für die Dauer seines Feldzugs überließ Herzog Eberhard Ludwig die Regierungsgewalt dem Geheimen Rat. Der wichtigste Mann am württembergischen Hof war nach dem Tod von Kulpis von 1698 bis 1708 der Oberhofmarschall Johann Friedrich von Staffhorst und von 1708 bis 1711 Oberhofmarschall Georg Friedrich Forstner von Dambenoy († 1717 in Mailand).
Zu Beginn des Spanischen Erbfolgekriegs verfügte der Herzog über Haustruppen in der Größenordnung von 3400 Mann Infanterie und 940 Mann Kavallerie, was in etwa doppelt so viel war wie der württembergische Anteil des Truppenkontingents beim Schwäbischen Reichskreis. Herzog Eberhard Ludwig führte die württembergische Kavallerie am 2. Juli 1704 in der Schlacht am Schellenberg und siegte mit Prinz Eugen und dem Herzog von Marlborough am 13. August 1704 in der großen Schlacht bei Höchstädt. Seit diesen Siegen war Württemberg abgesehen von dem Vordringen des Marschalls Villars 1707 von weiteren Franzoseneinfällen während der Regierung Herzog Eberhard Ludwigs verschont geblieben. Nach dem Tod des als Türkenlouis bekannten Markgrafen Ludwig Wilhelm von Baden wurde Herzog Eberhard Ludwig 1707 Feldmarschall der Schwäbischen Kreistruppen und noch im selben Jahr auch kaiserlicher Feldmarschall. Nach dem Tod des Markgrafen Christian Ernst von Brandenburg-Bayreuth stieg der Herzog 1712 zum Reichsgeneralfeldmarschall auf und somit zum ranghöchsten Feldherr des Heiligen Römischen Reichs. Dem Herzog stand nun auch zeitlebens alles Militärische und Pompöse wesentlich näher, als sich um eine geordnete Politik in seinem kleinen Land zu kümmern, das durch die Kriege des 17. Jahrhunderts ausgezehrt war.

#### Der Barockfürst von Ludwigsburg

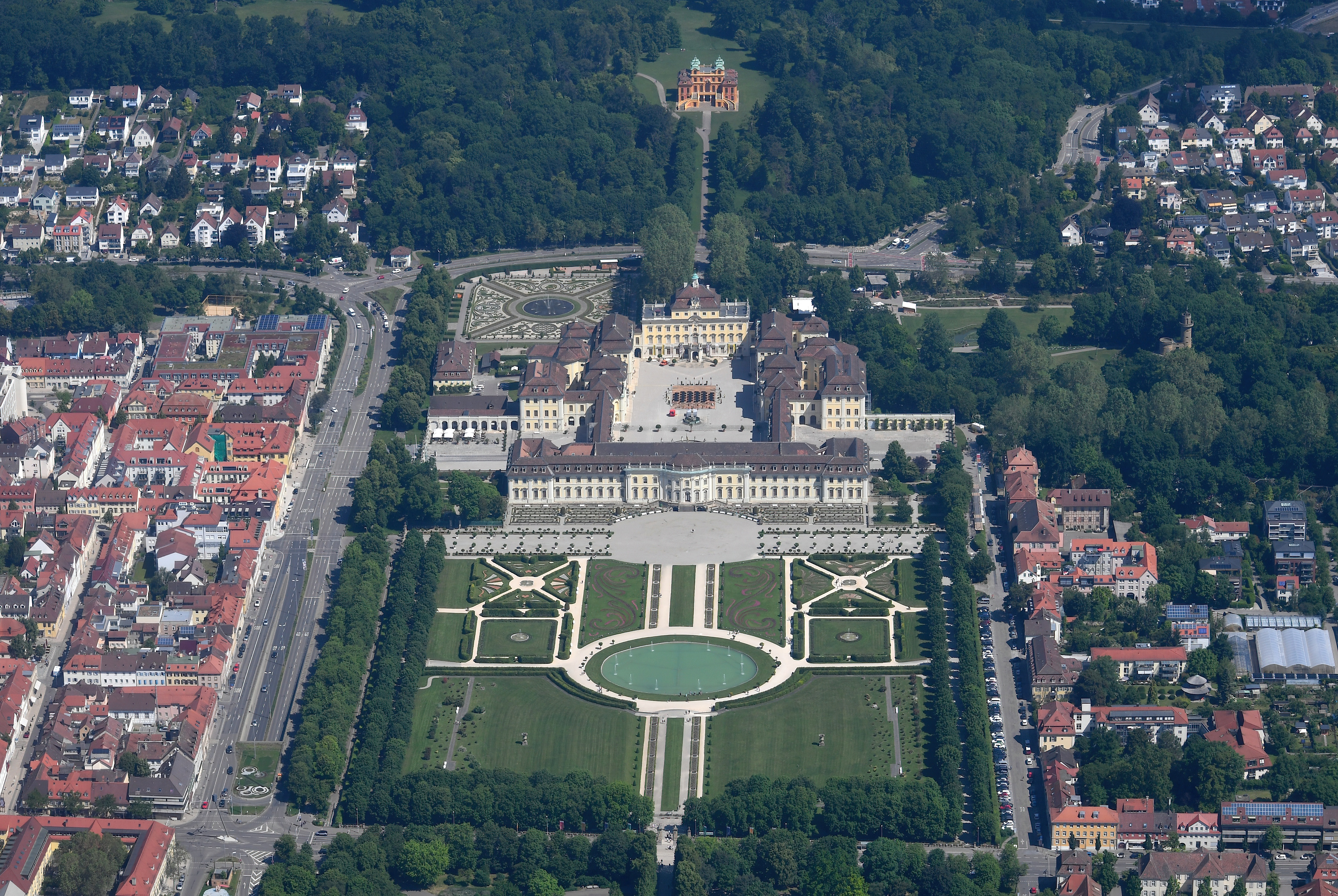
Luftbild des Residenzschlosses Ludwigsburg mit den Gartenanlagen und dem Schloss Favorite

Herzog Eberhard Ludwig hat in Württemberg den Absolutismus durchgesetzt. Während seiner Herrschaft entstanden das große Residenzschloss Ludwigsburg im Stil des Barocks und eine höfische Gesellschaft, die sich vom Rest des Landes abhob.
Der Herzog stand politisch von 1711 bis 1731 stark unter dem Einfluss seiner Mätresse Wilhelmine von Grävenitz, mit der er bereits seit 1706 liiert war und auch zeitweilig in Bigamie lebte. Wegen des daraus entstandenen Skandals ging die zwischenzeitlich unter dem Druck des Kaisers verbannte Wilhelmine von Grävenitz 1711 eine Scheinehe mit dem nur pro forma zum württembergischen Landhofmeister erhobenen böhmischen Grafen Johann Franz Ferdinand von Würben in Wien ein. Der mit Spielschulden belastete Graf von Würben verpflichtete sich gegen ein hohes Gehalt, Württemberg niemals zu betreten und die Ehe mit seiner Frau niemals zu vollziehen, woran er sich bis zu seinem Tod 1720 gehalten hatte. Somit führte die Mätresse Wilhelmine seit 1711 den Namen einer Gräfin von Würben und wurde als „Landhofmeisterin“ bezeichnet. Offiziell war sie seither die Ehefrau des höchsten württembergischen Ministers, tatsächlich jedoch bis zu ihrem Sturz 1731 die omnipräsente Favoritin des Herzogs.
Von 1717 bis 1723 entstand nördlich des Hauptschlosses in Ludwigsburg das Jagdschloss Favorite.
Herzog Eberhard Ludwig gründete 1717 ein Konferenzministerium mit eigener Kanzlei in Ludwigsburg. Mit dem Konferenzministerium, dem Wilhelmines Bruder Friedrich Wilhelm von Grävenitz als Oberhofmarschall und Premierminister angehörte, trat eine neue Institution als Instrument des Absolutismus an die Spitze der württembergischen Regierung und entmachtete den bisher an höchster Stelle stehenden Geheimen Rat, der nun nur noch Befehlsempfänger des Konferenzministeriums war. Im Konferenzministerium saß bis zu seinem Tod auch Johann Heinrich Freiherr von Schütz (1669–1732), der die Scheinehe der Gräfin von Würben vermittelt hatte, sowie bis 1724 Johann Nathanael Schunk, ein Schwager von Schütz, und Adam Heinrich von Thüngen.
Von 1724 bis 1732 waren Grävenitz und Schütz allein die beiden verbliebenen Minister im Konferenzministerium und somit die mächtigsten Männer des Herzogtums Württemberg. Im Jahre 1718 verlegte der Herzog die Residenz von Stuttgart nach Ludwigsburg und erklärte die Residenz 1724 zur nunmehr alleinigen Hauptstadt Württembergs. Es mussten nun auch sämtliche Behörden von Stuttgart nach Ludwigsburg umziehen. Mit all diesen Vorgängen geriet Herzog Eberhard Ludwig in einen großen Gegensatz zu den Landständen, vertreten durch die ständischen Ausschüsse. Ein regulärer Landtag wurde im 18. Jahrhundert kaum noch einberufen. Der Geheimrat und Konsistorialdirektor Johann Osiander wusste jedoch klug zwischen dem Hof des Herzogs und den ständischen Ausschüssen zu vermitteln.
Unter dem Eindruck des schamlosen Treibens und der Mätressenwirtschaft am Hof in Ludwigsburg, im Volksmund als „Lumpenburg“ in Verruf geraten und von Samuel Urlsperger mutig angeprangert, entstand in Württemberg eine spezifische Form des Pietismus im Geiste des Theologen Johann Albrecht Bengel. So kam es in Württemberg bereits am 11. Dezember 1722 per Reskript zur Einführung der Konfirmation. Daran hatte auch Johann Osiander entscheidenden Anteil genommen. Am ersten Sonntag nach Ostern 1723, dem Quasimodogeniti, also am 4. April 1723, wurde die Konfirmation in Württemberg zum ersten Mal gefeiert. Die Konfirmation entwickelte sich zu einer der volkstümlichsten Feiern der evangelischen Landeskirche.

#### Carl Alexanders kurze Herrschaft
Da Herzog Eberhard Ludwig bei seinem Tod am 31. Oktober 1733 keinen männlichen Erben hinterließ, trat sein 1712 zum katholischen Glauben übergetretener Cousin und kaiserlicher Generalfeldmarschall Carl Alexander aus der Linie Württemberg-Winnental die Nachfolge an. Die württembergische Ehrbarkeit wollte die Alleinstellung der evangelischen Religion und Kirche im Land bewahren und ließ sich mit den Religionsreversalien per Unterschrift garantieren, dass dies auch zukünftig ohne Einschränkungen gewährleistet sei. Die Rechte des Herzogs in kirchlichen Belangen wurden auf den Geheimen Rat übertragen.
Herzog Carl Alexander verlegte die Hauptstadt von Ludwigsburg zurück nach Stuttgart und traf deshalb zunächst auf Zustimmung bei den Ständen. Er wollte aber auch das stehende Heer und die Befestigungen des Landes ausbauen und benötigte viel Geld für seine Hofhaltung, die weiterhin überwiegend in Ludwigsburg blieb. Er geriet deshalb schnell in einen Gegensatz zu den alten Räten und Landschaftsausschüssen. Um seine absolutistischen Ambitionen durchzusetzen, berief Herzog Carl Alexander den Dinkelsbühler Johann Theodor Scheffer 1735 in den Geheimen Rat und machte ihn 1736 zum Oberhofkanzler. Den katholischen Generalfeldwachtmeister des schwäbischen Reichskreises, Franz Joseph von Remchingen, ernannte der Herzog zum Chef der württembergischen Armee. Zu seinem geheimen Finanzrat und Kabinettsfiskal machte der unter chronischem Geldmangel leidende Herzog den aus Heidelberg stammenden Finanzmakler und Bankier Joseph Süß Oppenheimer, der sich erfolgreich an die Sanierung des Herzogtums machte. 
Die dabei ergriffenen Maßnahmen und Reformen trafen auf erbitterten Widerstand der Landstände, da sie die im Tübinger Vertrag gewährten althergebrachten Rechte verletzt sahen. Der Herzog war jedoch davon überzeugt, dass die vorgefundenen wirtschaftlichen und sozialen Strukturen dringend reformbedürftig waren und die Entwicklung des Landes hemmten. Es entstanden bei der evangelischen Ehrbarkeit und in der Beamtenschaft, deren Bezüge nun besteuert wurden, heftiger antikatholischer und wegen seines im Sinne der Staatssanierung genial agierenden Hoffaktors Oppenheimer auch äußerst ressentimentgeladener antijüdischer Hass. Dem Herzog wurde von Seiten der Landschaft unterstellt, er würde entgegen der Abmachung die Gleichberechtigung der katholischen Konfession betreiben. Es ging dem Herzog jedoch zunächst darum, die Verfassung zu Gunsten seiner absolutistischen Machtambitionen zu ändern. Dazu war er in Kontakt mit seinem Freund und Ratgeber, dem Fürstbischof von Würzburg und ehemaligen Reichsvizekanzler Friedrich Karl von Schönborn-Buchheim. Dieser bekräftigte den Herzog in seiner Vorstellung, dass den Ständen allenfalls beratende Funktionen zukomme, aber keine Beschlussfähigkeit, wie es von Seiten der württembergischen Stände traditionell beansprucht wurde. Noch bevor der Konflikt zwischen Herzog und Ständen eskalierte, starb Herzog Carl Alexander völlig unerwartet am 12. März 1737 in Ludwigsburg.

#### Regenten für den minderjährigen Herzog
Der Sohn und Nachfolger Carl Eugen war von 1737 bis 1793 Herzog von Württemberg, also insgesamt 46 Jahre. Er war zeitlebens katholisch geblieben, hatte sich aber stets an die von seinem Vater ausgehandelten Religionsreversalien gehalten und den herrschenden Protestantismus im Land nicht angetastet.
Wegen der Minderjährigkeit des erst neun Jahre alten Herzogs Carl Eugen wurde 1737 aus einer Nebenlinie der evangelische Herzog Carl Rudolf von Württemberg-Neuenstadt zum Regenten bestimmt. Um den bei der Ehrbarkeit aufgestauten Hass gegen den verstorbenen Herzog Carl Alexander zu kanalisieren, überließ der neue Regent den verhafteten Hoffaktor Oppenheimer einem Schauprozess. In einer monströsen Anklageschrift wurden dem Hoffaktor Vorgänge unterstellt, für die er in seiner Stellung weder Verantwortung noch Schuld auf sich geladen haben konnte. Am 4. Februar 1738 geschah der äußerst verwerfliche Justizmord an Oppenheimer, in welchem die Rachsucht der sich traditionell in bigotter Geisteshaltung ergehenden württembergischen Ehrbarkeiten voll zum Zuge kam und sich zudem deren zeitgemäß tief verwurzelter Antisemitismus offenbarte. Nach 38 Jahren Pause war erstmals wieder ein Plenum des Landtags zusammengetreten, mit sämtlichen Prälaten und Delegierten der Städte und Ämter, die mit Pausen in 38 Sitzungen die nächsten zwei Jahre tagten. Nun war aus Sicht der Landschaft die Zeit der Abrechnung mit der Hofgesellschaft gekommen. Aber auch die allzu selbstherrlich tätigen Ausschüsse der Landschaft und deren Konsulenten gerieten ins Kreuzfeuer der Kritik. Schon im August 1738 trat Herzog Carl Rudolf aus Altersgründen die Regentschaft an Karl Friedrich II. von Württemberg-Oels ab. Während Karl Friedrichs Herrschaft wurde dank der geschickten Taktik von Christoph Matthäus Pfaff das gute Einvernehmen der Landschaftsausschüsse mit den Landständen wiederhergestellt und die Staatsverwaltung deutlich verbessert. In der vormundschaftlichen Regierung wirkten unter anderem der Vorsitzende des Geheimen Rats, Georg Bernhard Bilfinger, sowie Johann Eberhard Georgii, Philipp Eberhard Zech und ab 1741 Friedrich August von Hardenberg, der auch Nachfolger Bilfingers als Vorsitzender des Geheimen Rats wurde.  1740 brach der Österreichische Erbfolgekrieg aus, in dem Württemberg zwar neutral blieb, jedoch erneut durch Truppendurchmärsche belastet wurde.

#### Despotische Jahrzehnte bis zum Erbvergleich

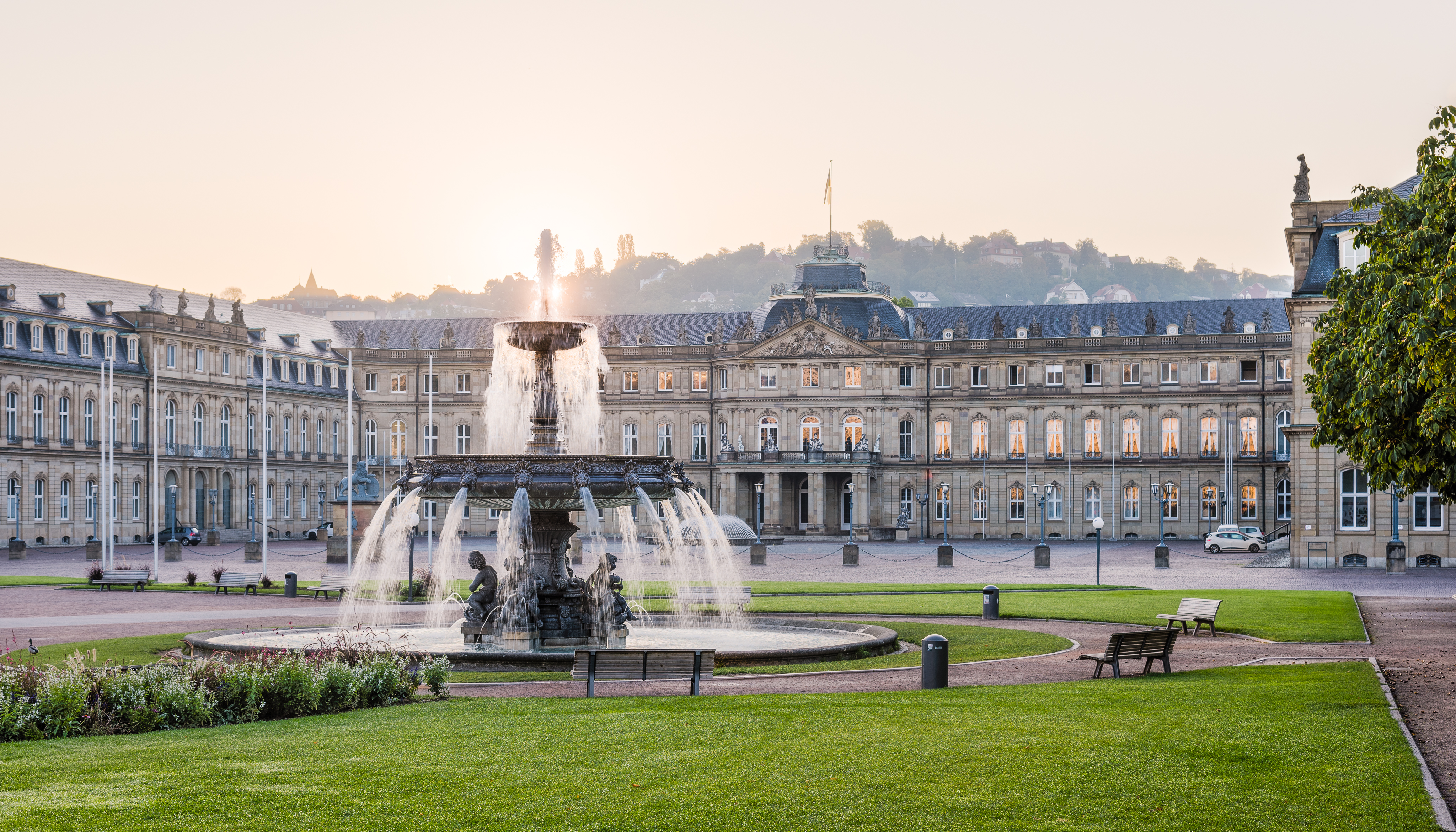
Das Neue Schloss mit dem Schlossplatz in Stuttgart entstand unter der Herrschaft von Herzog Carl Eugen als ein Werk der Architekten Leopoldo Retti und Philippe de La Guêpière. Vollendet wurde der Schlossbau erst Anfang des 19. Jahrhunderts durch Nikolaus Friedrich von Thouret

Im Jahr 1744 wurde Herzog Carl Eugen im Alter von 16 Jahren für mündig erklärt und trat die Regierung des Herzogtums Württemberg an. In den ersten zehn Jahren seiner Herrschaft stand der Geheime Rat wieder an der Spitze der Regierung. Auch mit der Landschaft bestand zunächst noch Einvernehmen. Damit Stuttgart weiterhin Hauptstadt bleiben konnte, verlangte der Herzog die Errichtung des Neuen Schlosses, welches von 1746 bis 1764 in einer ersten Phase erbaut wurde.
Im Neuen Lusthaus in Stuttgart richtete der Herzog eine Oper ein, für die er 1750 als erste Solistin Marianne Pirker engagierte, die er 1756 bis 1764 ohne Gerichtsverfahren auf der Festung Hohenasperg internierte, nachdem sie angeblich Herzogin Friederike als deren Vertraute von den außerehelichen Eskapaden des Herzogs erzählt hatte.
Nach dem Versuch des Herzogs, eigenmächtig Steuern in den Städten einzutreiben, protestierte der Geheime Rat. Deshalb entließ Herzog Carl Eugen 1755 den Chef des Geheimen Rats, F. A. von Hardenberg. Da er keinen Nachfolger ernannte, bedeutete dies de facto die Entmachtung des Geheimen Rats.
Von 1757 bis 1770 dauerte ein mit brutalen Schikanen und despotischer Willkür geführter Streit mit den Landständen. Es ging dabei um die ständig steigenden Ansprüche des Herzogs hinsichtlich seiner Hofhaltung und um die Finanzierung eines stehenden Heeres. Zwar konnten die Militärausgaben durch Subsidienregimenter auf Kosten der Lebensläufe ins Militär gepresster Söhne des Landes etwas gedämpft werden, aber trotzdem herrschte ständig Geldnot. Während des Siebenjährigen Krieges (1756–1763) ließ der Herzog Truppen ausheben, um einzelne Kontingente an die Monarchie der Habsburger zu vermieten. Dies widersprach dem Tübinger Vertrag, denn die Landschaft hätte dazu ihre Zustimmung erteilen müssen. Zur Durchsetzung seiner Interessen half ihm der Minister Friedrich Samuel von Montmartin, der seit 1758 im Dienst des Herzogs stand und bis zu seinem Rücktritt 1766 die württembergische Politik leitete. Johann Jacob Moser, der seit 1751 Konsulent der Landschaft war, leistete im Namen der Landstände Widerstand. Deshalb wurde er von 1759 bis 1764 ohne gerichtliches Verfahren auf der Festung Hohentwiel eingesperrt. Auch der tapfere Tübinger Abgeordnete Johann Ludwig Huber musste im Juni 1764 für sechs Monate auf die Bergfestung Asperg in den Kerker, weil er sich dagegen aussprach, dass der Herzog nach Ende des Siebenjährigen Kriegs 1763 weiterhin an einem 11.000 Mann umfassenden württembergischen Heer festhalten wollte und die verlangte Sondersteuer verweigerte. Wegen dieser ab 1763 geplanten neuen Vermögenssteuer gab es juristische Auseinandersetzung zwischen dem Herzog und den Landständen, die schließlich vor dem Wiener Reichshofrat ausgetragen wurden. Dieser Ärger veranlasste Herzog Carl Eugen, die Residenz 1764 wieder ganz nach Ludwigsburg zu verlegen. Dort gründete er an seinem 37. Geburtstag, am 11. Februar 1765, die Herzogliche Öffentliche Bibliothek, die 1777 nach Stuttgart umzog. Aus dieser Bibliothek ging die spätere Württembergische Landesbibliothek hervor.
Obwohl in der Rückschau dem Herzog im Hinblick auf die Einrichtung von zentralen Bibliotheken, Sammlungen und Bildungseinrichtungen manches zu verdanken ist, litt das gesamte Land zusehend unter der Despotie des Herzogs. Ämter wurden an meistbietende Abenteurer verkauft und die Kirchenkassen geplündert, so dass dringend renovierungsbedürftige Schulgebäude, Kirchen und Amtshäuser zerfielen. Das gesamte Geld des Staates wurde für fürstliche Prachtentfaltung und barockes Allotria verpulvert. Die ländliche Bevölkerung beklagte überhand nehmende Wildschäden und das Unwesen durch Landstreicher. Auch ständig steigende Frondienste halfen nicht, den allenthalben erkennbaren Niedergang zu bremsen. Wem es möglich schien, dachte in diesen Jahren an Auswanderung.

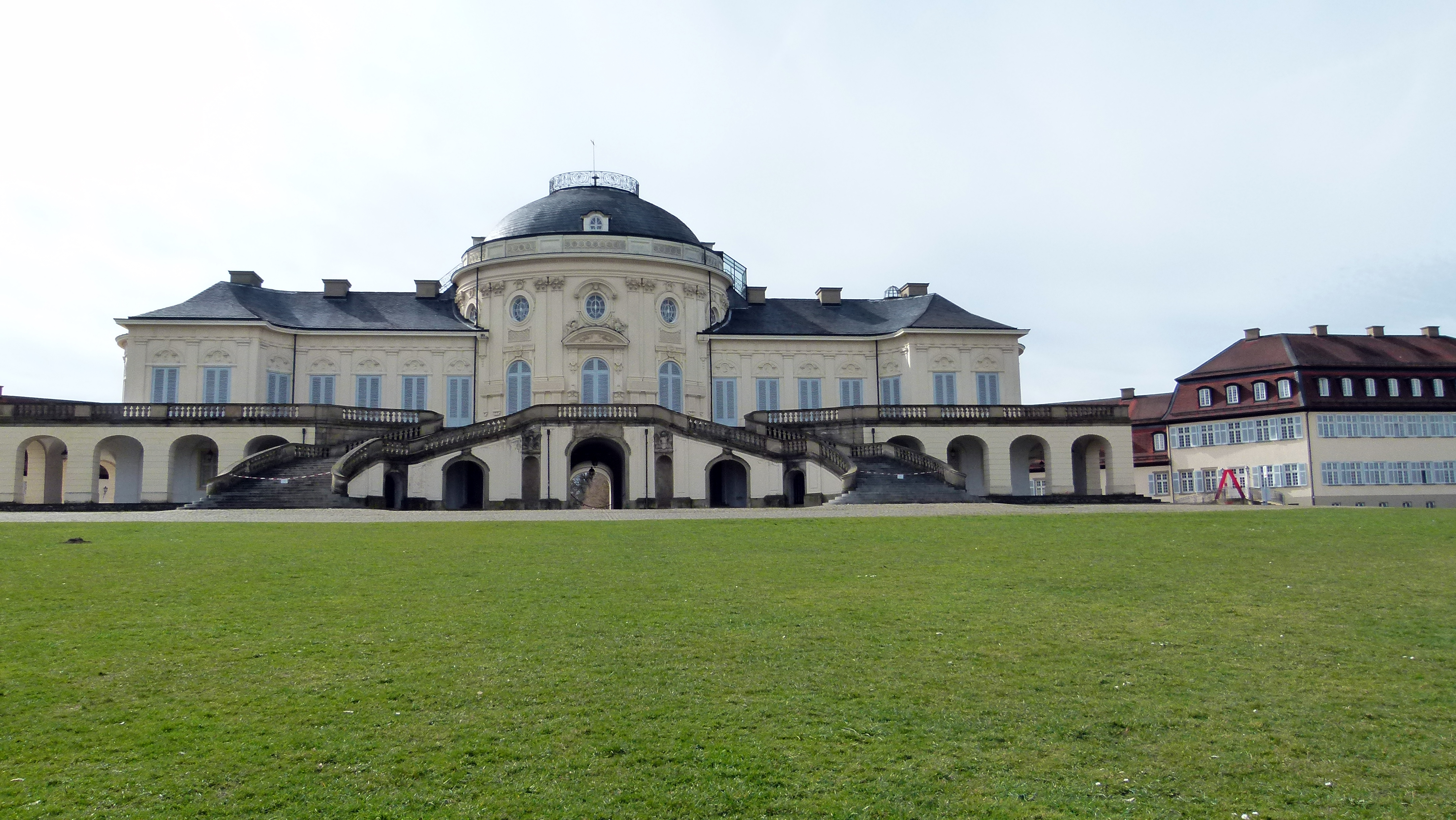
Schloss Solitude war ein Werk der Baumeister Philippe de La Guêpière und Johann Friedrich Weyhing

Trotz der Finanznot ließ Herzog Carl Eugen rund um Stuttgart zahlreiche weitere neue Schlösser errichten. Das schon bestehende Schloss Grafeneck nutzte er von 1762 bis 1772 und ließ es erneuern. Seeschloss Monrepos entstand ab 1760, wurde jedoch ab 1764 nicht mehr vollendet. Eine wichtige Rolle spielte das von 1763 bis 1769 errichtete Schloss Solitude. Auf Grund seiner Eindrücke bei einer Italienreise von 1766 bis 1767 ließ der Herzog auch das Lustschloss mit See im Rotwildpark bei Stuttgart errichten, welches heute als Bärenschlössle bekannt ist.
Ab 1766 regierte der Herzog ohne leitenden Minister nur mit Hilfe der nun an oberster Stelle stehenden Geheimen Kabinettskanzlei, die aus fünf Sekretären bestand, darunter der Regierungsrat Carl Friedrich Feuerlein, ein Schwager des Hofarchitekten Reinhard Fischer.
Johann Jacob Moser hatte schließlich den Erbvergleich des Jahres 1770 zwischen Herzog und württembergischen Landständen herbeigeführt. Der Herzog erkannte endlich die alten Rechte der Stände an. Ein 64 Seiten umfassendes Dokument regelte die Landesverfassung, die Kirchenverfassung, das Heereswesen, die Finanzverwaltung, die Gemeindeverfassung und das Forstwesen auf der Grundlage des Tübinger Vertrags neu. Außer der Leibgarde und den bestehenden Garnisonen in Ludwigsburg waren dem Herzog nun keine weiteren Truppen mehr erlaubt. Auch in seiner Hofhaltung musste sich der Herzog nun einschränken. Das Ludwigsburger Ballett wurde aufgelöst und die Hofkapelle deutlich reduziert, dazu die Singspiele und Jagdgesellschaften wesentlich weniger aufwendig veranstaltet. Der Erbvergleich des Jahres 1770 ist neben dem Tübinger Vertrag eine der wichtigsten Verfassungsurkunden des Herzogtums.

#### Carl Eugens spätere Jahrzehnte

Schloss Hohenheim, südliche Gartenfront des von Herzog Carl Eugen als Sommerresidenz für sich und seine Frau Franziska konzipierten Schlosses

Nach dem Erbvergleich soll der bisher unberechenbare und prunksüchtige Herzog mildere Züge angenommen haben, was dem mäßigenden Einfluss seiner neuen Mätresse und späteren Frau zu verdanken war, die zu der Zeit in sein Leben eintrat und als Franziska von Hohenheim in die Landesgeschichte einging. Die Hohe Karlsschule, die von 1770 bis 1775 beim Schloss Solitude als militärische Pflanzschule entstand, war seit 1775 in Stuttgart beheimatet. Seit diesem Jahr war die Hauptresidenz auch wieder Stuttgart. Die Hohe Karlsschule erlangte 1781 den Status einer Universität. Zahlreiche bekannte Persönlichkeiten lehrten und studierten dort, darunter auch Friedrich Schiller und Johann Heinrich Dannecker.
Von 1772 bis 1793 entstand das Schloss Hohenheim als neue Residenz.
Besondere Bewunderung und Förderung ließ der katholische Herzog dem herausragend begabten evangelischen Pfarrer Philipp Matthäus Hahn für dessen Leistungen als Ingenieur und Uhrmacher zukommen.
Als Staatsminister war von 1777 bis 1799 Friedrich Emich Johann von Uexküll-Gyllenband tätig, flankiert von Staatsminister Eberhard von Kniestedt (1725–1795), Ritter des großen Jagdordens und Ritterhauptmann der schwäbischen Ritterschaft. Seit dem Erbvergleich von 1770 spielte jedoch auch der Geheime Rat wieder eine wichtige Rolle. Zwischen 1770 und 1793 gab es acht Räte, die aus dem württembergischen Bürgertum kamen. Trotz mancher Ansätze der Wandlung hin zu einem aufgeklärten Absolutismus gab es weiterhin brutale despotische Willkür. Der kritische Journalist, Dichter und Musiker Schubart geriet ins Visier der Häscher des Herzogs und war seit 1777 für zehn Jahre Gefangener auf dem Hohenasperg.
Der Herzog verfügte weiterhin nach Gutdünken über das Leben seiner Untertanen. Ein besonders bezeichnendes Kapitel seiner Willkürherrschaft war auch das Schicksal des Kapregiments, welches 1787 als Subsidienregiment aufgestellt worden war und an die Niederländische Ostindien-Kompanie (V.O.C.) vermietet wurde.

### Württemberg im Zeitalter der Revolutionskriege

#### Carl Eugens Brüder
Die jeweils kurze Herrschaft der beiden jüngeren Brüder Herzog Carl Eugens von 1793 bis 1797 war überschattet von den Ereignissen des Ersten Koalitionskrieges. In die Zeit der Herrschaft Herzog Ludwig Eugens fiel im Oktober 1793 der Verlust der Grafschaft Mömpelgard und 1794 die Auflösung der Hohen Karlsschule. Die Auflösung der Stuttgarter Universität wurde damit begründet, dass die Kosten für zwei Universitäten, also in Stuttgart und Tübingen, zu hoch waren und die Ausgaben für die Hohe Karlsschule zu Lasten der Universität in Tübingen gegangen waren, die dadurch einen zeitweisen Niedergang erleben musste. Außerdem kreidete der Herzog der Hohen Karlsschule an, dass deren Studenten mit den Errungenschaften der Französischen Revolution sympathisierten. Im Sommer 1796 drangen französische Revolutionstruppen der Rhein- und Moselarmee unter dem Kommando von General François Laroche über den Rhein bis nach Württemberg vor, so dass Belastungen durch Zerstörungen und Einquartierungen zu bewältigen waren. Herzog Friedrich Eugen erkannte im Pariser Frieden 1796 den Verlust der württembergischen Gebiete links des Rheins an. Erstmals seit fast drei Jahrzehnten wurde wieder ein Landtag einberufen, der über die Sondersteuer zur Finanzierung der Kriegskontributionen in Höhe von vier Millionen Franken zu beraten hatte.

#### Vom Herzogtum zum Königreich
Am 23. Dezember 1797 wurde der 43 Jahre alte Herzog Friedrich II., ein ehemaliger preußischer und russischer Offizier, zum neuen Herrscher von Württemberg. Endlich war es gemäß dem wohlwollenden Empfinden seiner Untertanen entsprechend wieder ein evangelischer Herzog, der dazu noch politisch außerordentlich begabt und umfassend gebildet war. Damit endete die 64 Jahre dauernde Zeit der katholischen Herzöge. Nahezu die gesamte Regierungszeit von Herzog Friedrich II. war geprägt von den Umbrüchen, die die Napoleonischen Kriege mit sich brachten. Als leitender Staatsminister in den vier ersten Herrscherjahren fungierte von 1797 bis 1801 Karl von Zeppelin. Im Zweiten Koalitionskrieg (1799–1801) besetzten die Franzosen das mit der Habsburgermonarchie verbündete Herzogtum. Mit dem Frieden von Lunéville erkannte Kaiser Franz II. die französische Rheingrenze erneut an, so dass für Württemberg sämtliche linksrheinischen Gebiete endgültig verloren waren. Seitens des Herzogtums Württemberg erfolgte die Anerkennung der Rheingrenze mit dem Vertrag von Paris am 20. Mai 1802, dessen Verhandlung für Württemberg der Staatsminister Philipp Christian von Normann-Ehrenfels führte. 
Für die linksrheinischen Verluste ließ sich der Herzog im Reichsdeputationshauptschluss entschädigen. Die verlorenen linksrheinischen 400 km² wurden mit 1.500 km² rechts der Rheins kompensiert. Zu den Kompensationen zählten die Fürstpropstei Ellwangen, die Reichsabtei Zwiefalten, einige Frauenklöster wie zum Beispiel das Kloster Heiligkreuztal, das Ritterstift Comburg, das Kloster Schöntal sowie weitere säkularisierte geistliche Territorien. Außerdem fielen die neun Reichsstädte Aalen, Esslingen, Giengen an der Brenz, Heilbronn, Reutlingen, Rottweil, Schwäbisch Gmünd, Schwäbisch Hall und Weil der Stadt an den Herzog von Württemberg. Sämtliche neu erworbenen Gebiete wurden nicht dem Herzogtum Württemberg angegliedert, sondern in einem eigens gegründeten Herrschaftsgebiet namens Neuwürttemberg mit Regierungssitz in Ellwangen zusammengefasst. Die für den Herzog lästige Ständeverfassung Altwürttembergs konnte so für die neu erworbenen Gebiete geschickt umgangen werden und dort eine absolute Herrschaft errichtet werden. Im Mai 1803 wurde Herzog Friedrich II. zum Kurfürsten erhoben. 
Im Dritten Koalitionskrieg verbündete sich der Kurfürst, der eigentlich zunächst neutral bleiben wollte, auf Druck von Napoleon mit dem Französischen Kaiserreich. Die Allianz trat am 3. Oktober 1805 nach intensiven Gesprächen mit Napoleon im Schloss Ludwigsburg in Kraft. Nach der Schlacht bei Austerlitz am 2. Dezember 1805 befand sich der Kurfürst von Württemberg im Lager der Sieger des Kriegs. Dies eröffnete die Möglichkeit, mit Billigung Napoleons das Herzogtum Württemberg und dessen landständische Verfassung endlich aufzulösen und die alt- und neuwürttembergischen Gebiete am 1. Januar 1806 zum Königreich Württemberg zusammenzufassen. Dem neuen Königreich fiel ein beträchtlicher Anteil der habsburgischen Lande in Vorderösterreich zu. König Friedrich löste den Geheimen Rat auf und ersetzte ihn durch das neu geschaffene württembergische Staatsministerium mit sechs Fachressorts, deren wichtigste Minister der Graf von Wintzingerode für die Außenpolitik und der Graf von Normann-Ehrenfels für die Innenpolitik wurden.